# Biserica Grecilor din Blaj

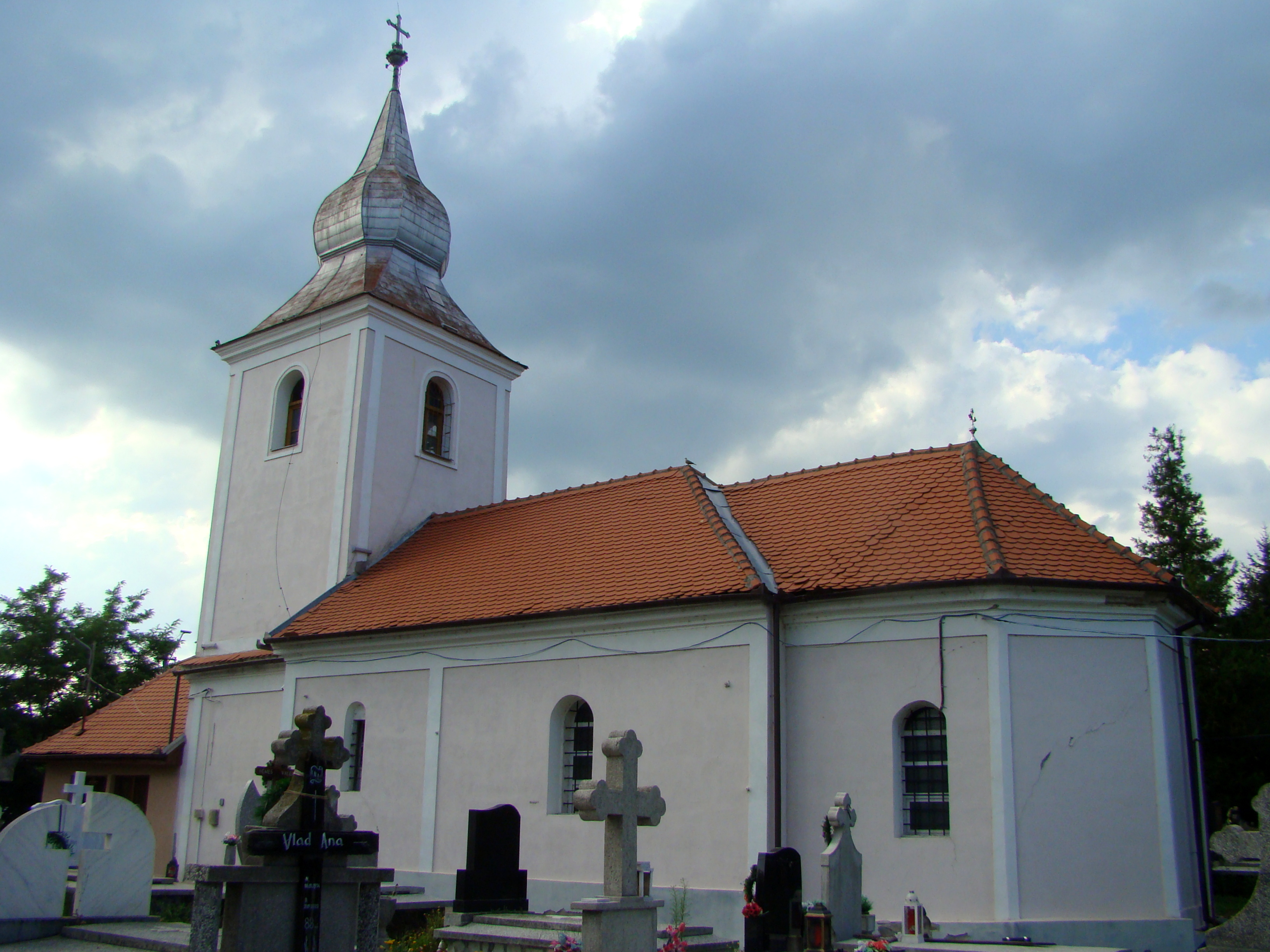
Biserica Grecilor din Blaj august 2023)

Biserica Grecilor din Blaj, vechi lăcaș de cult greco-catolic neretrocedat, cu hramul Sfinții Arhangheli Mihail și Gavril, este un ansamblu de monumente istorice aflat pe teritoriul municipiului Blaj. În Repertoriul Arheologic Național biserica apare cu codul 1357.04.
Ansamblul este format din următoarele monumente:
- Biserica „Sf. Arhangheli Mihail și Gavril” (a grecilor) (cod LMI AB-II-m-A-00190.01)
- Cimitirul bisericii „Sf. Arhangheli Mihail și Gavril” (cod LMI AB-IV-m-B-00190.02)

## Istoric
În secolul al XVIII-lea s-au așezat la Blaj mai mulți călugări greci uniți cu Roma. Cel mai proeminent a fost ieromonahul Leontie Moschonas, un învățat călugăr grec din insula Naxos, care a venit la Blaj împreună cu episcopul Inocențiu Micu, care l-a numit arhimandrit. Moschonas a pus bazele bibliotecii din Blaj și a murit la Blaj în 1758. Biserica își are numele de la călugării greci care au deservit-o inițial.
În perioada Belle Époque paroh al bisericii a fost protopopul Gheorghe Bărbat.

## Cimitirul bisericii
În cimitirul bisericii se găsesc mormintele unor personalități ale Bisericii Române Unite cu Roma, precum Timotei Cipariu, Ioan Axente Sever, Alexandru Sterca-Șuluțiu, Ioan Micu Moldovan, Ioan Rusu, Ionel Pop, Ștefan Manciulea și Basiliu Rațiu.

## Imagini din exterior

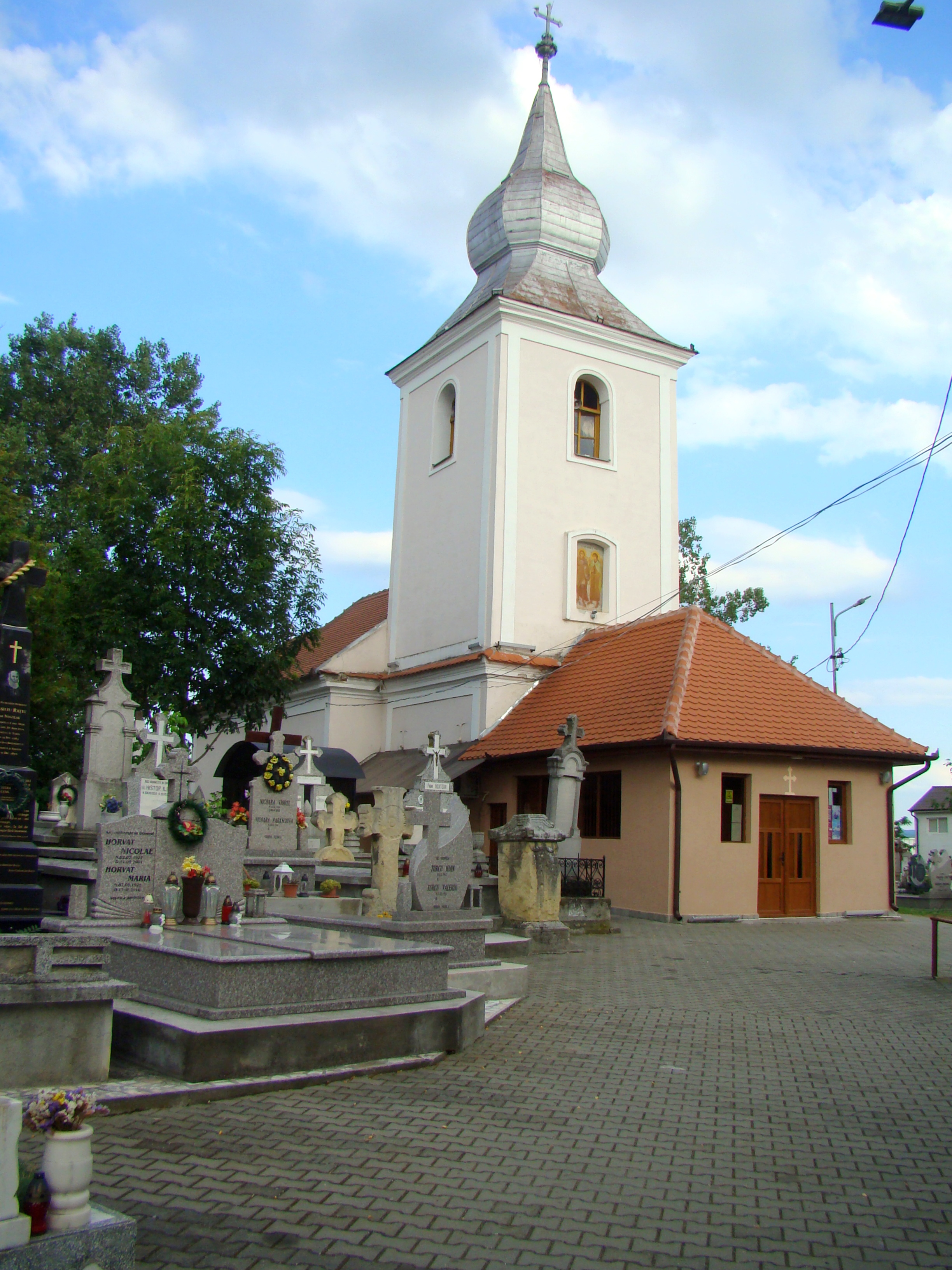
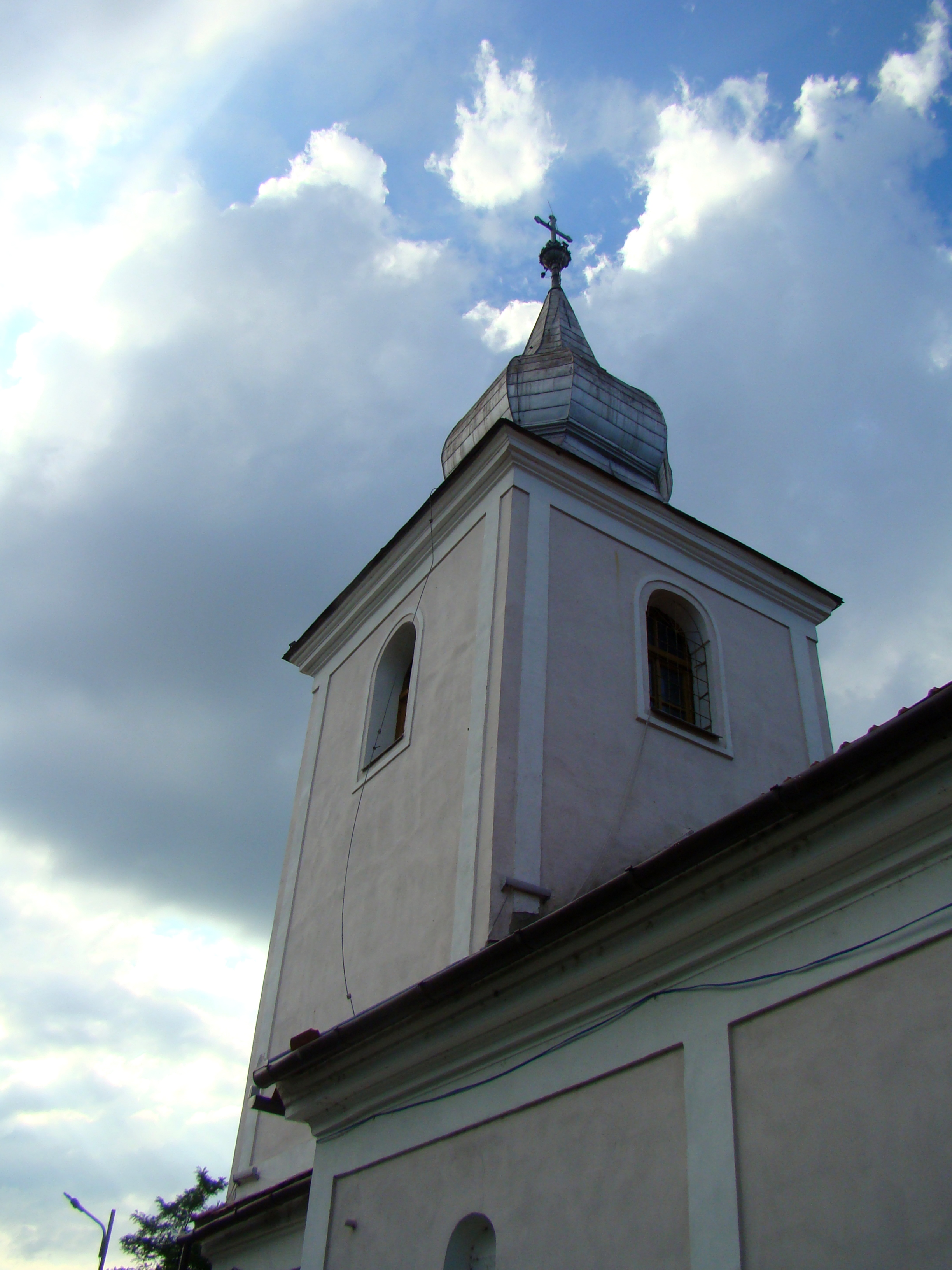
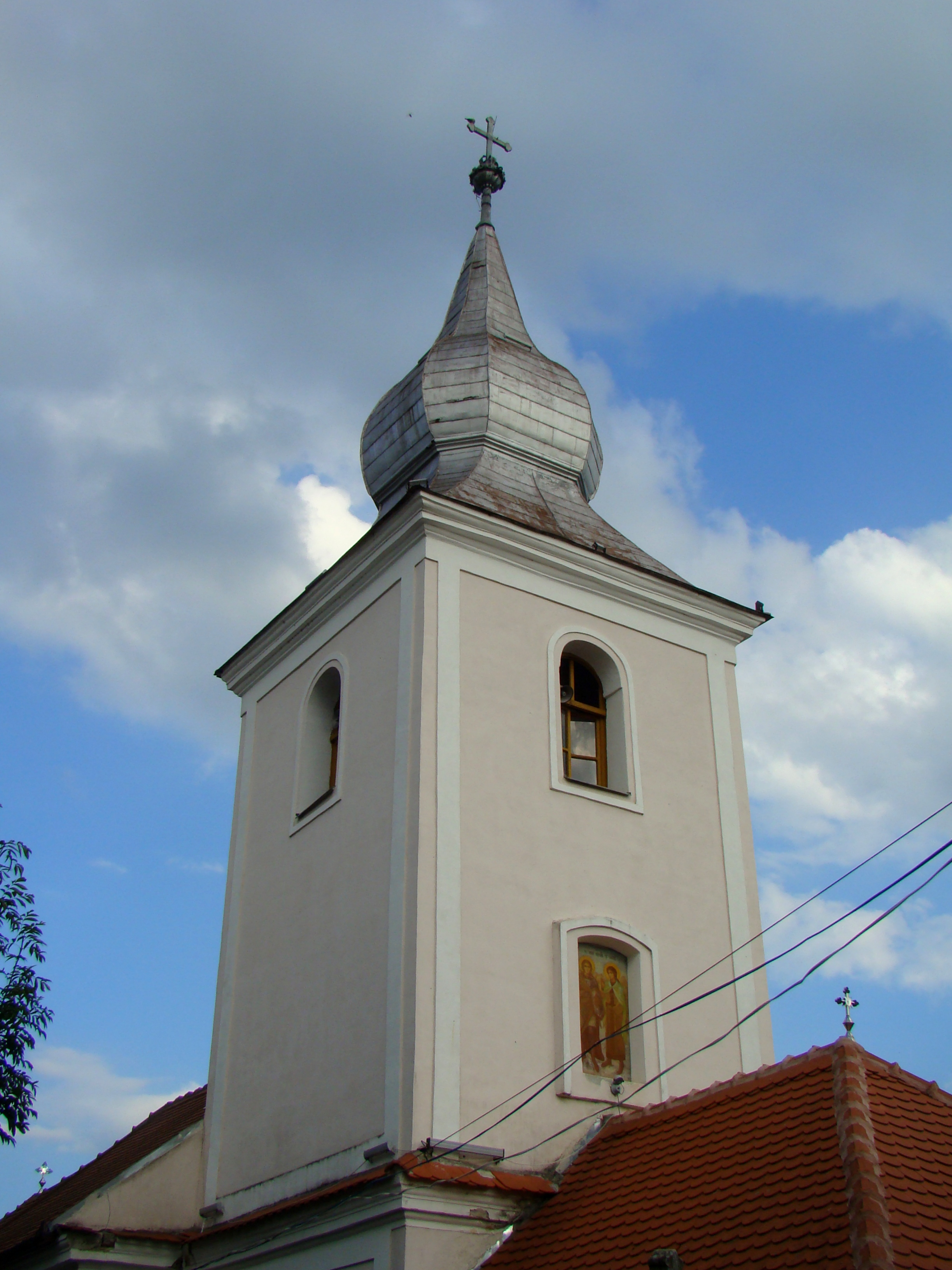
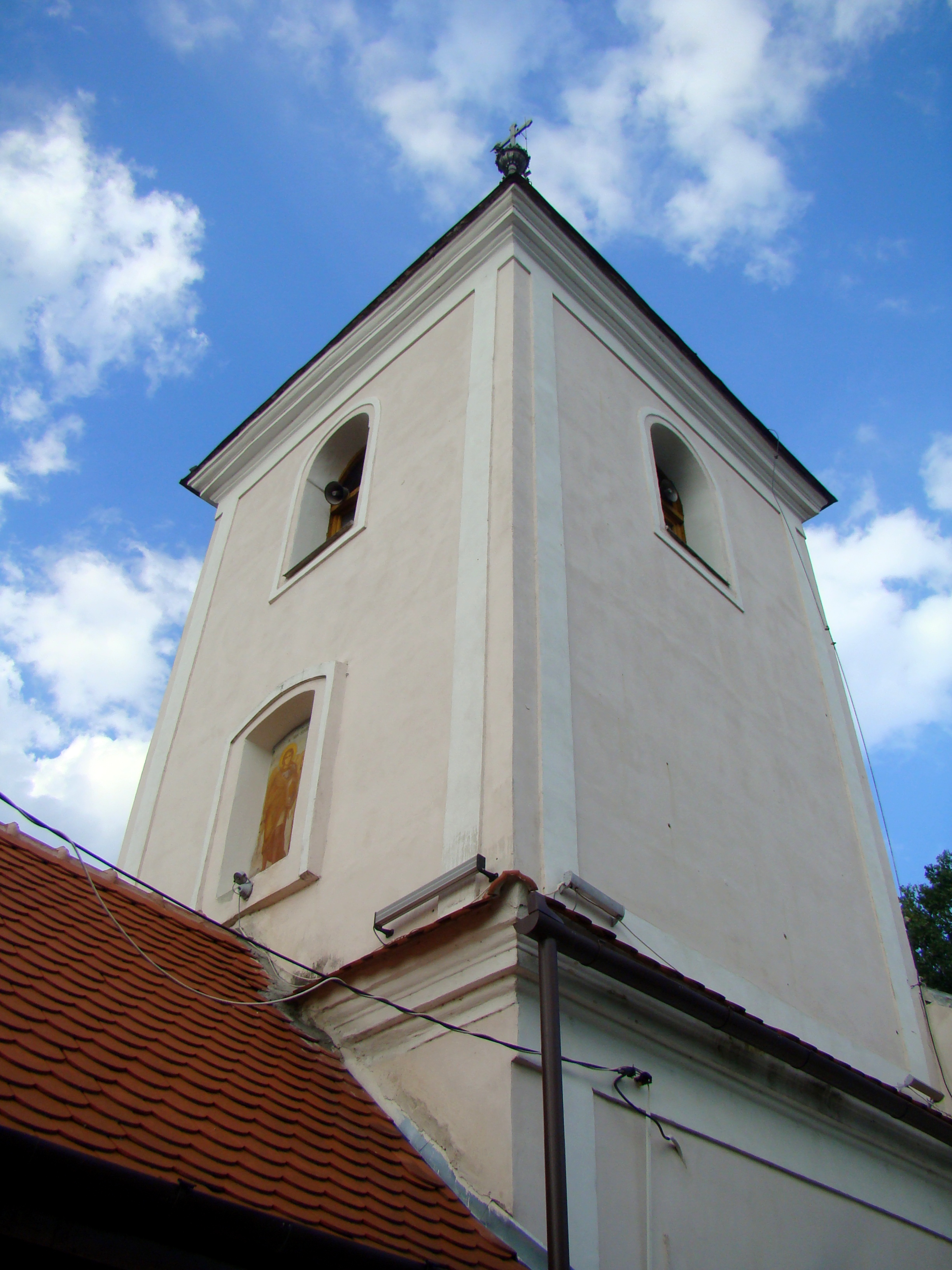
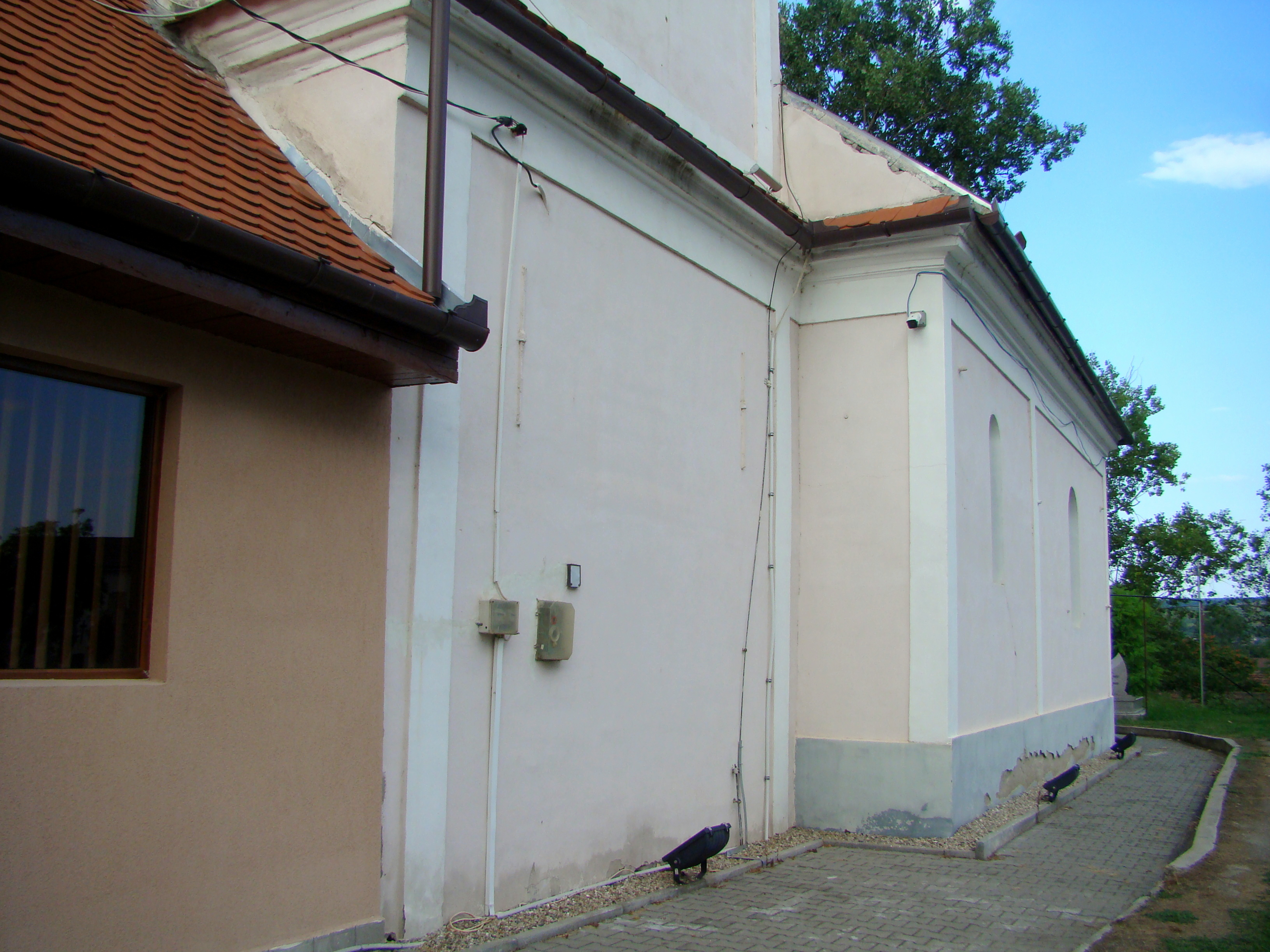
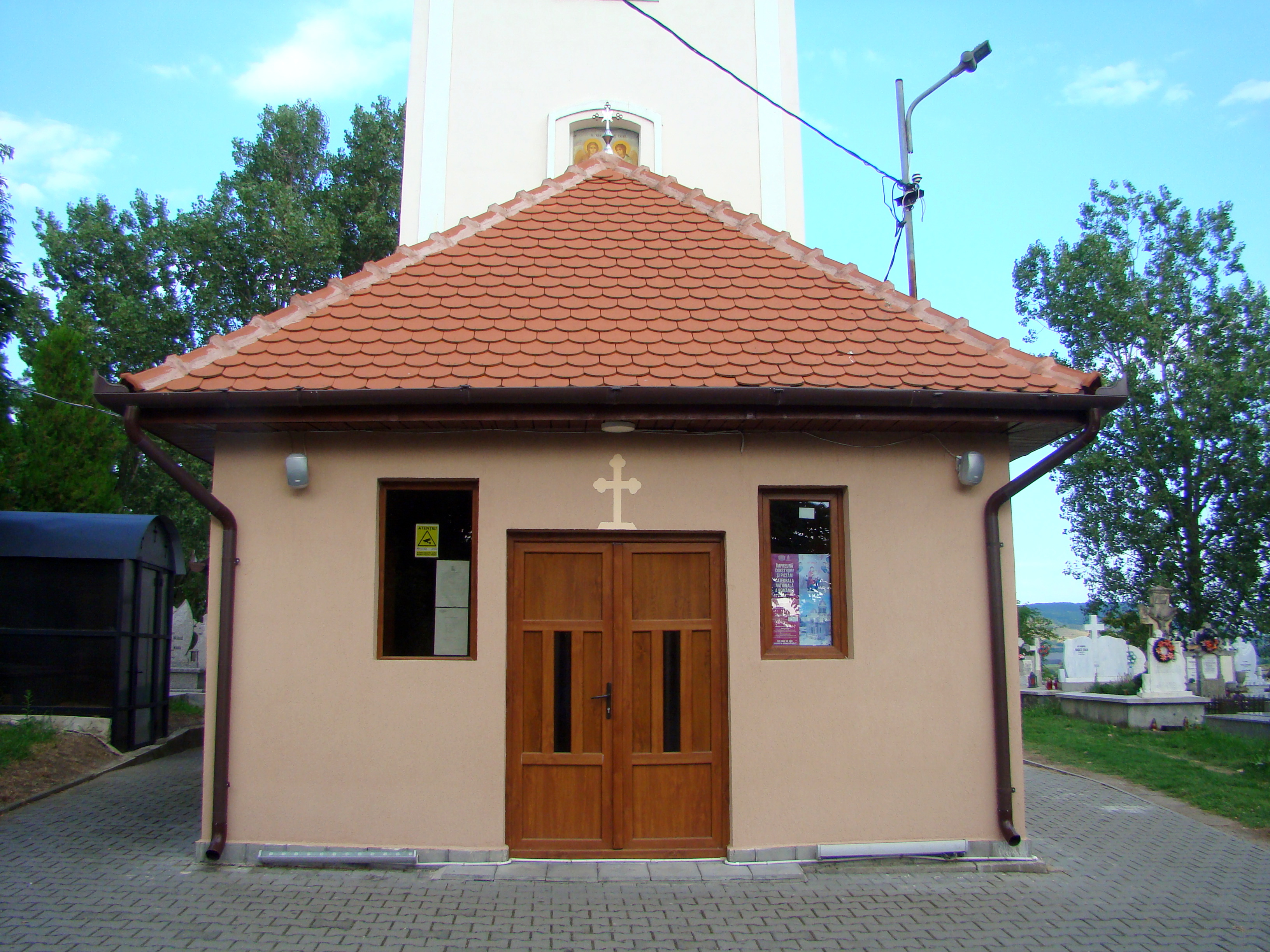
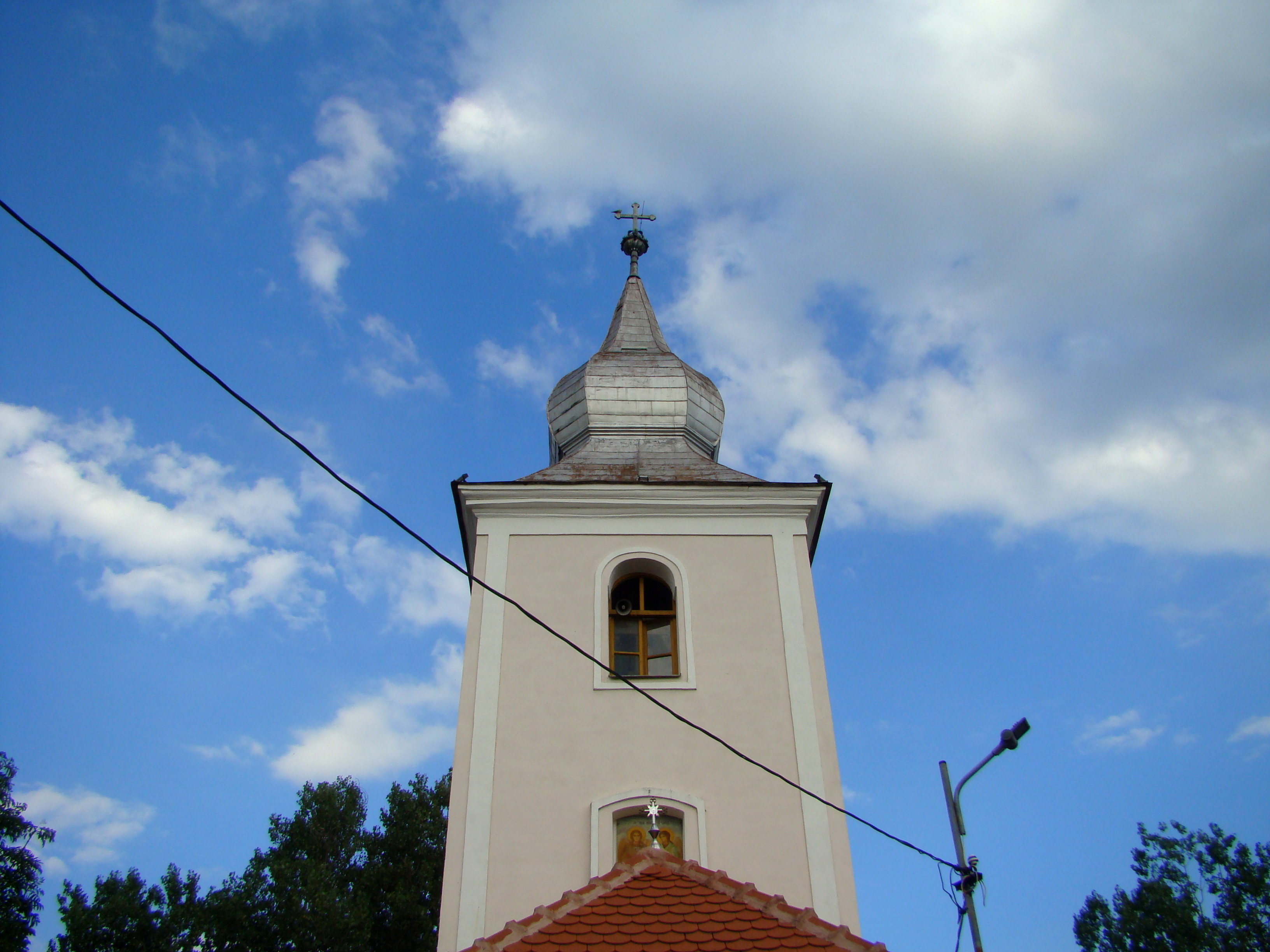
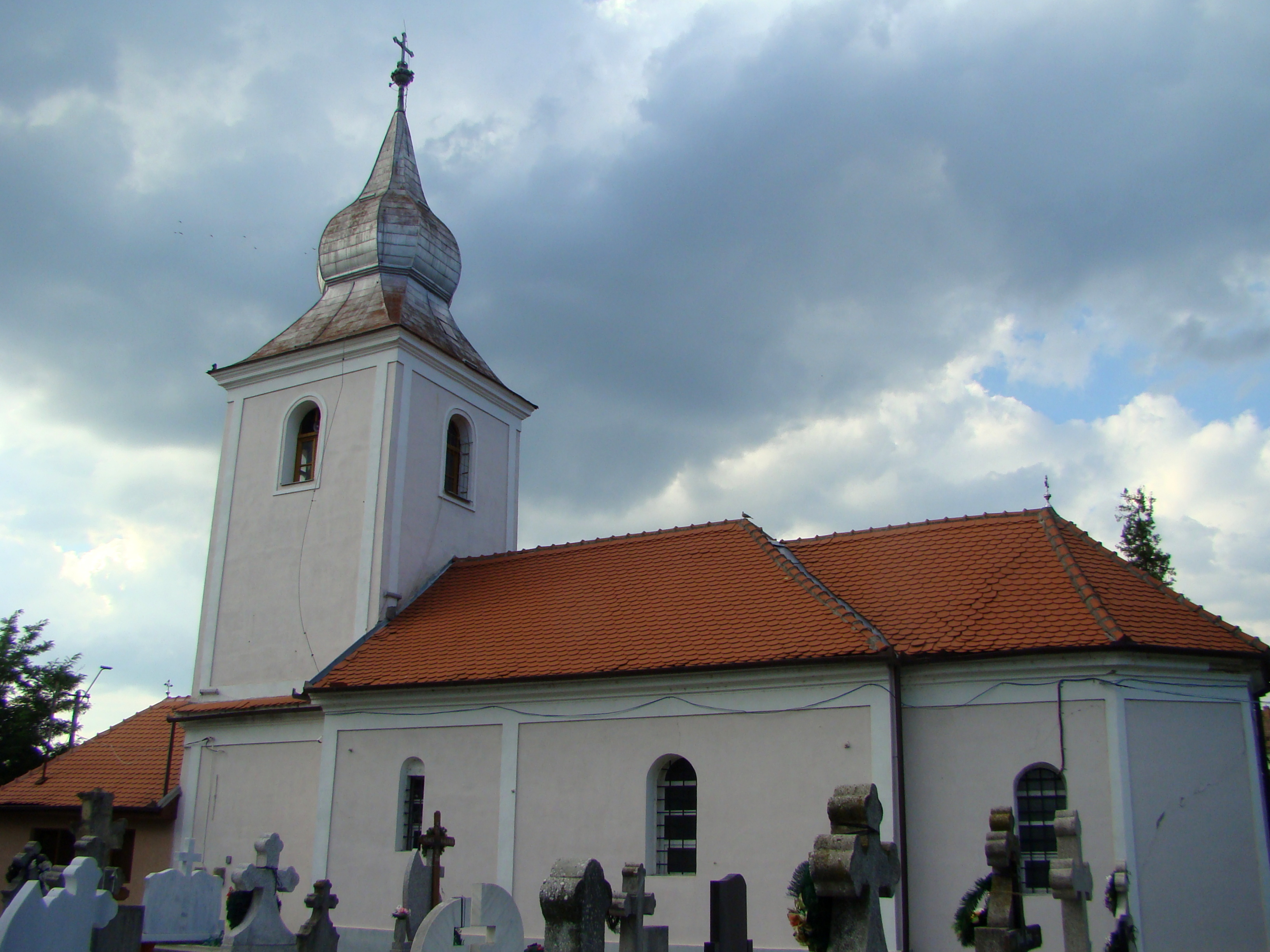
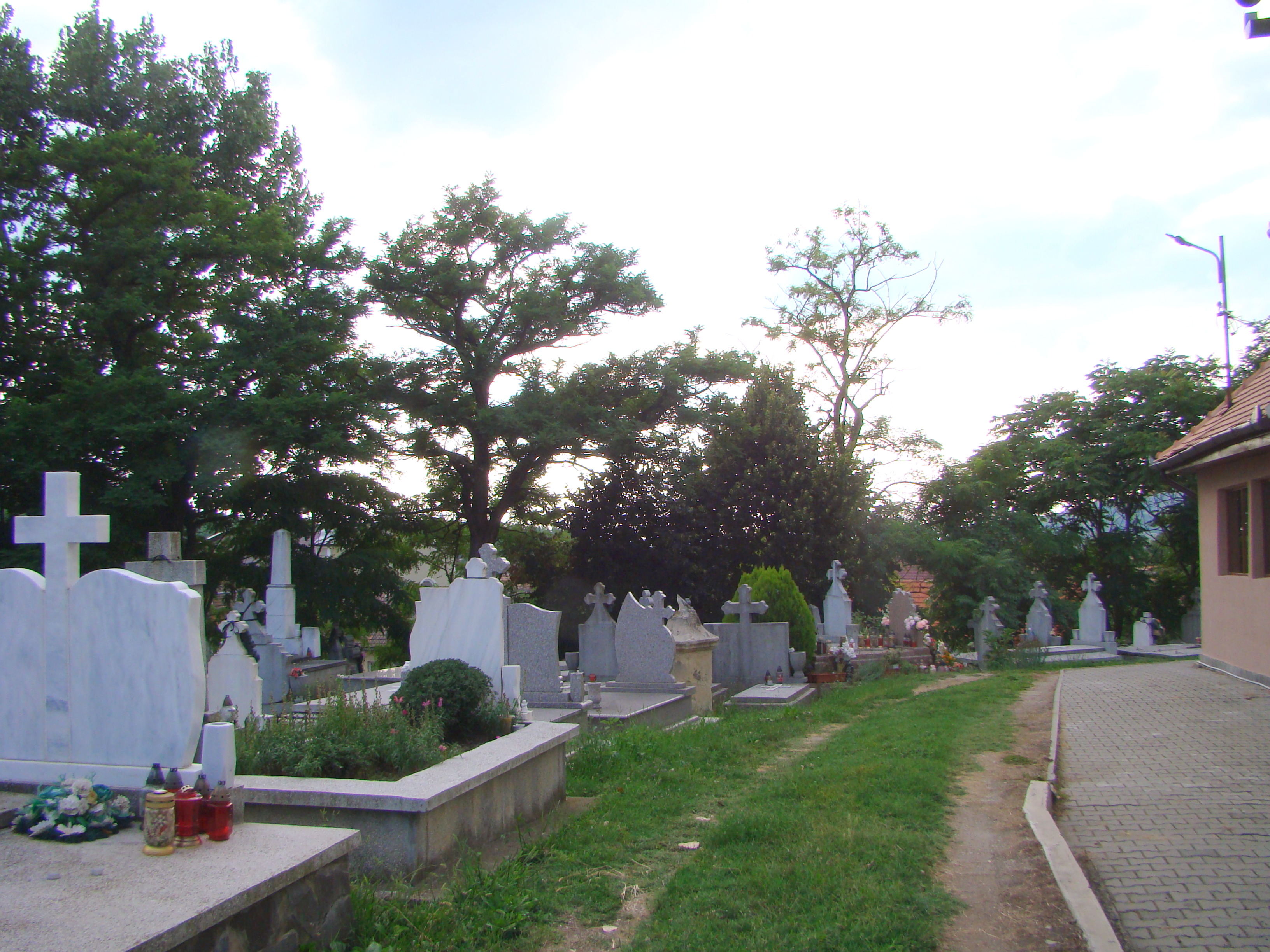
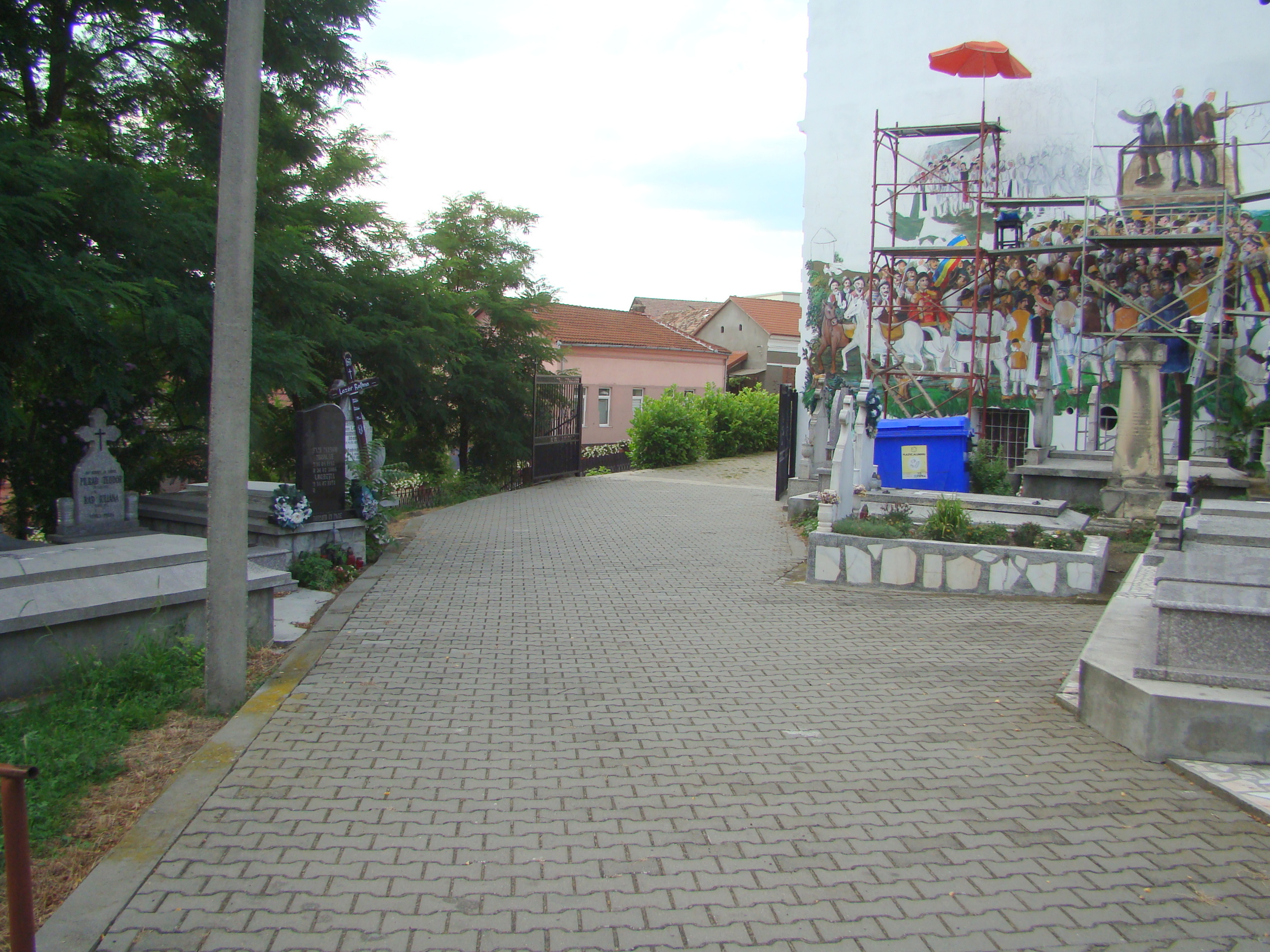

## Cimitirul bisericii Sfinții Arhangheli (monument istoric)

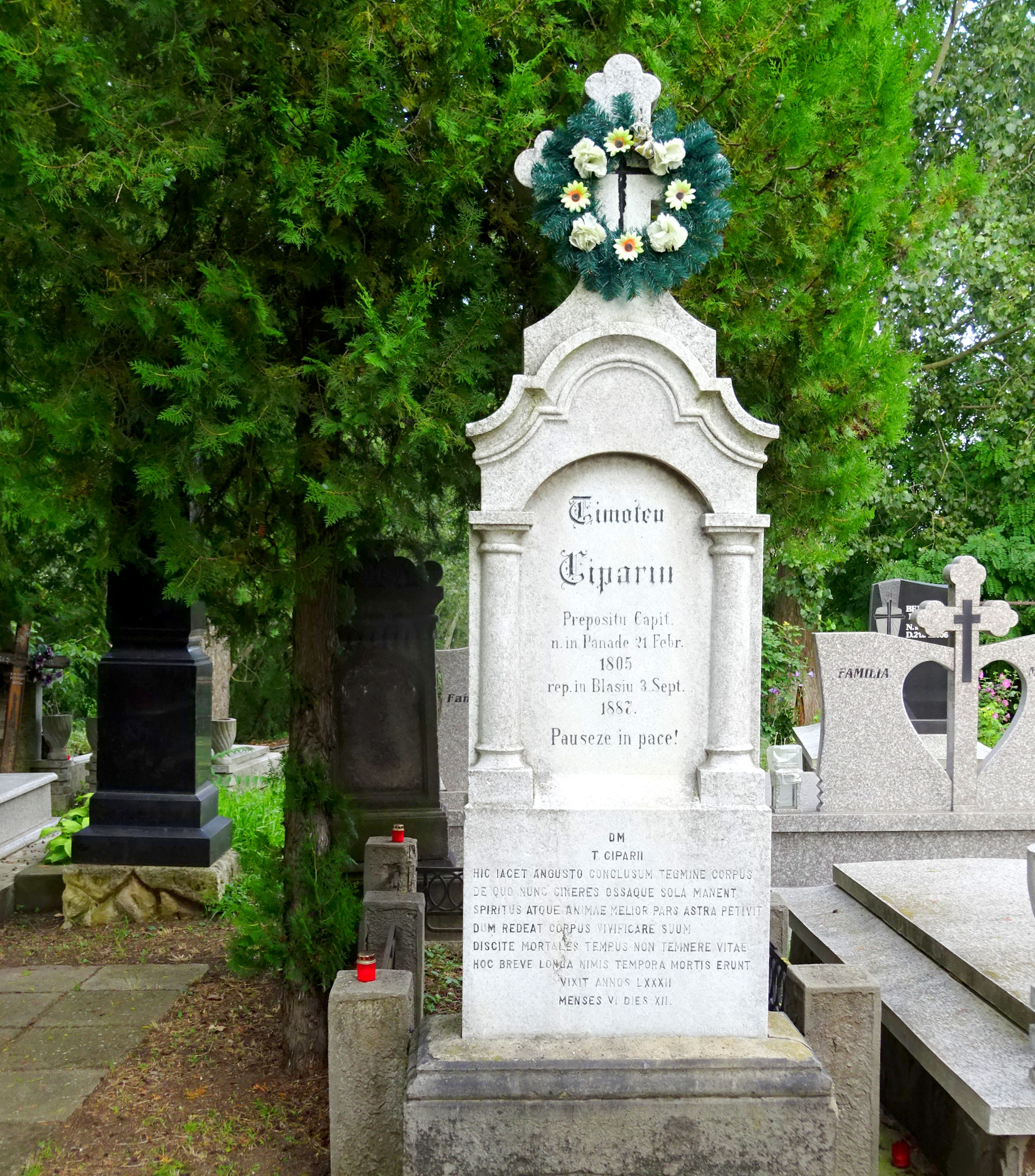
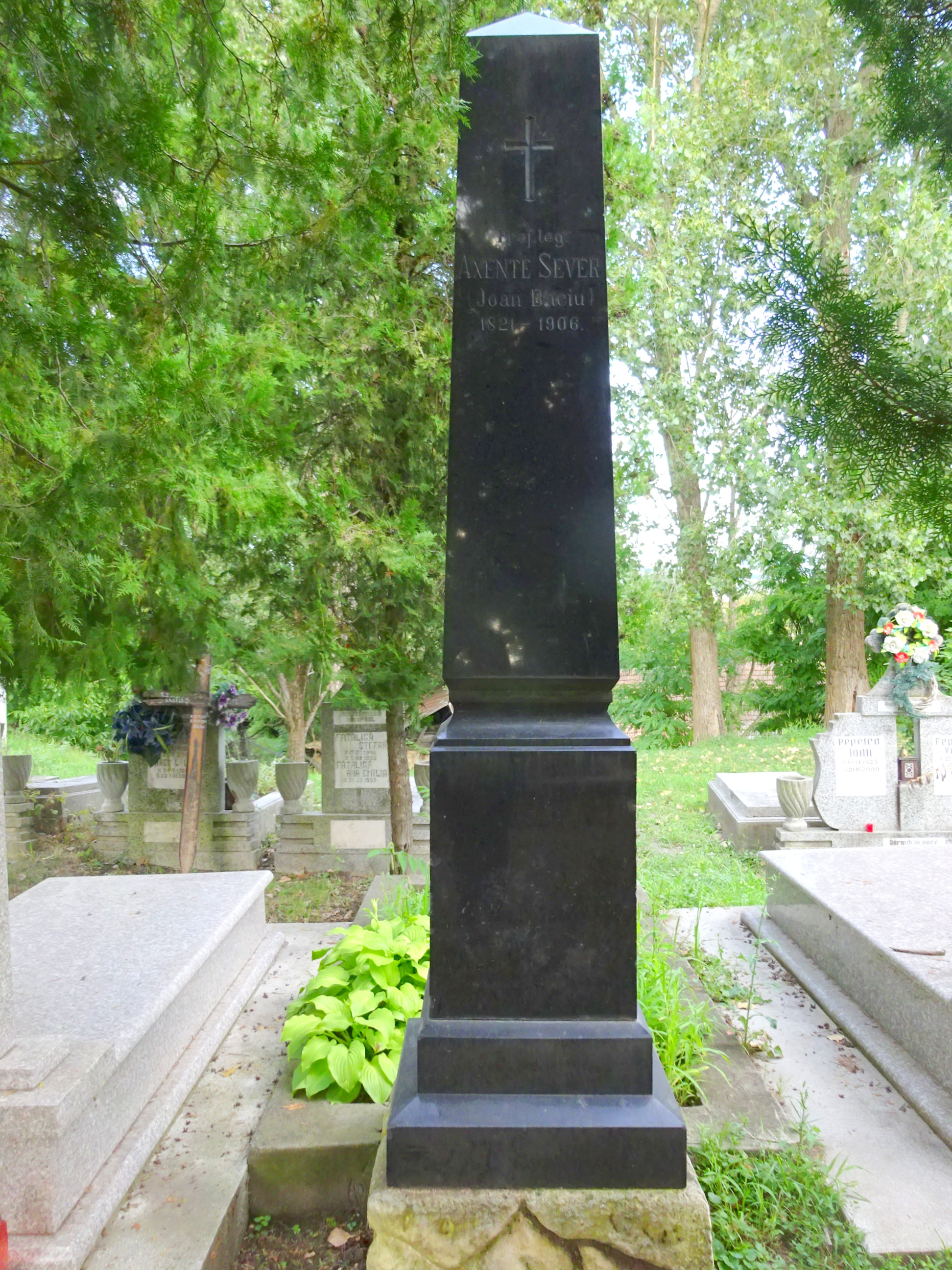
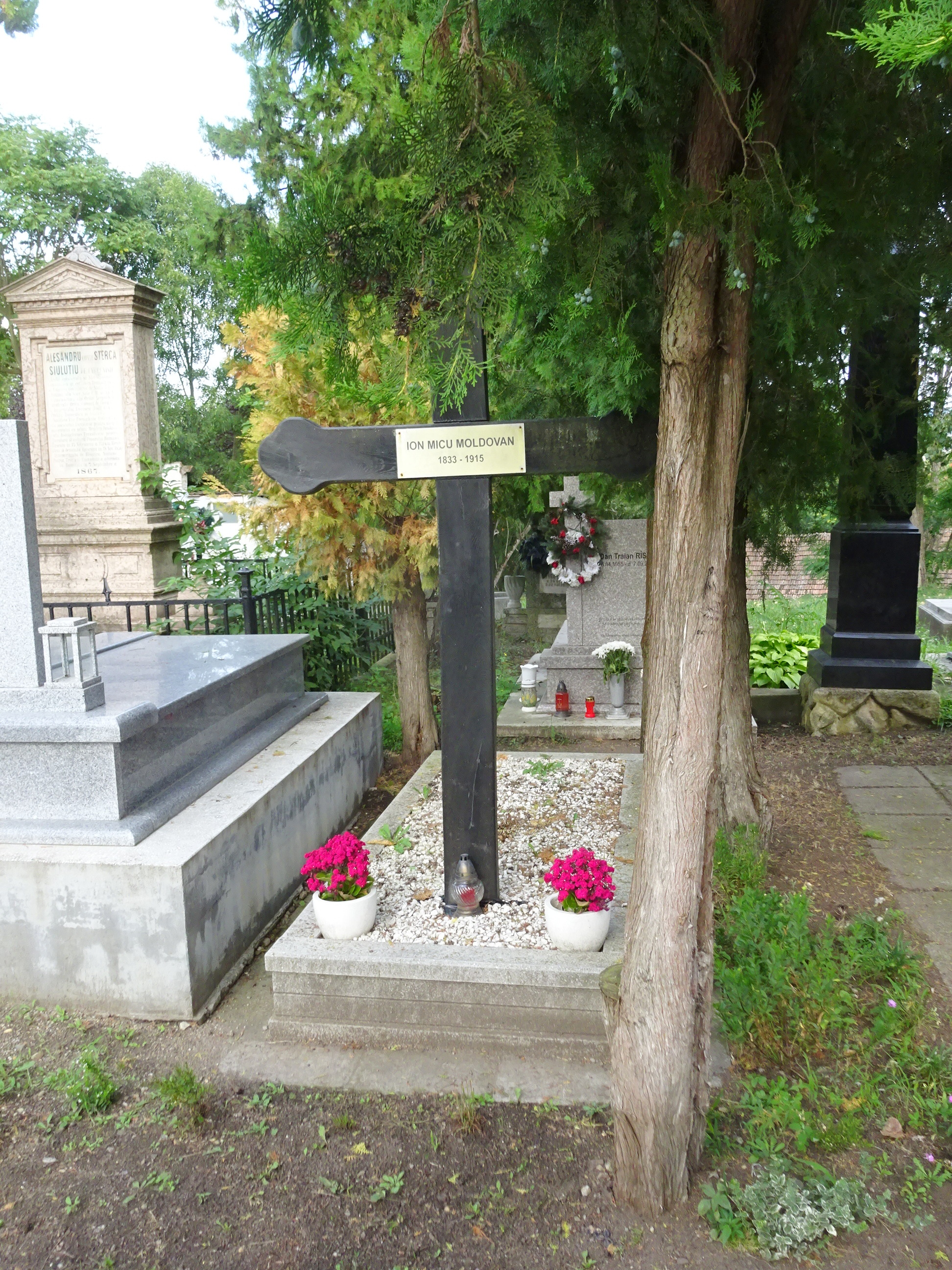
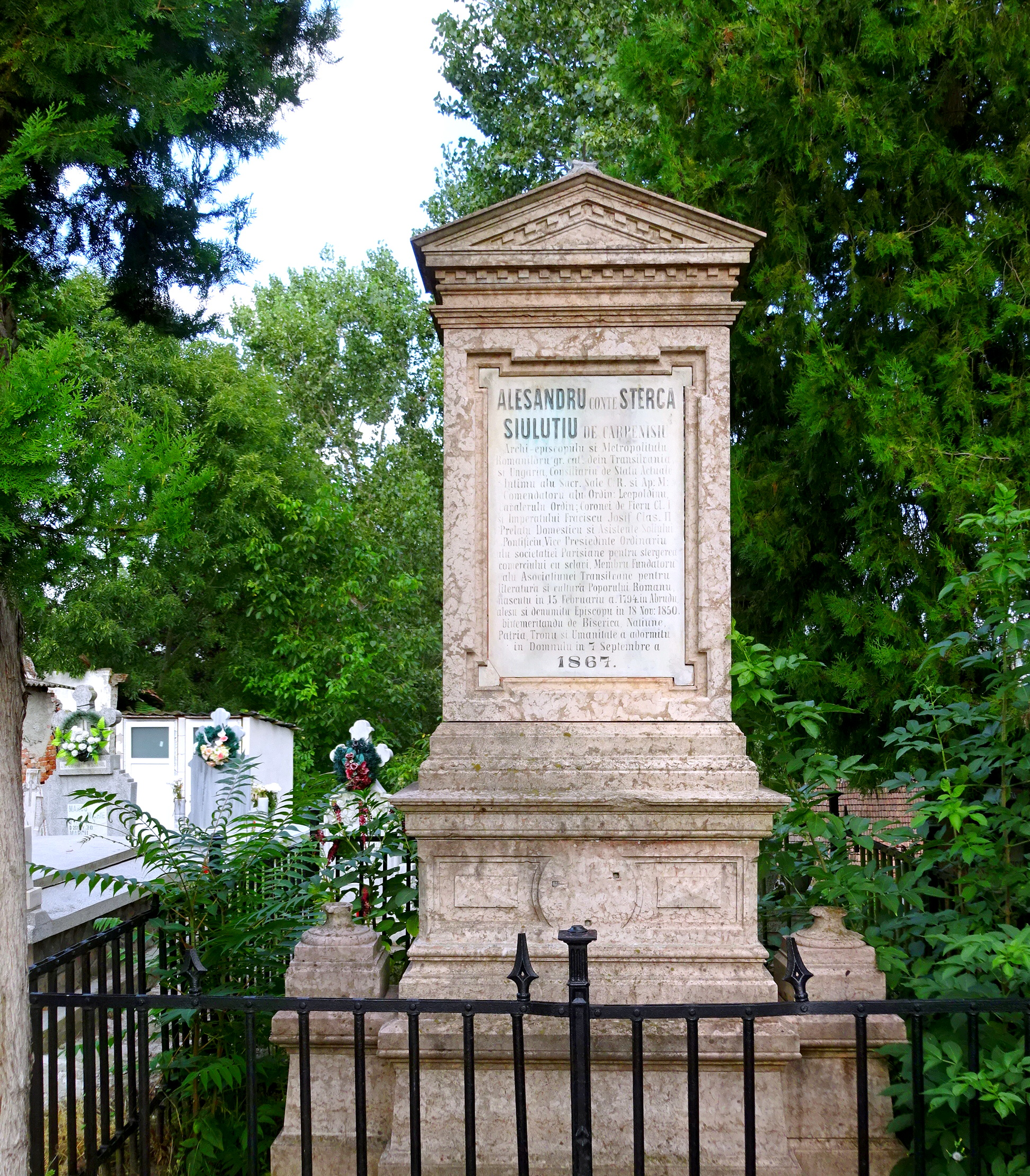
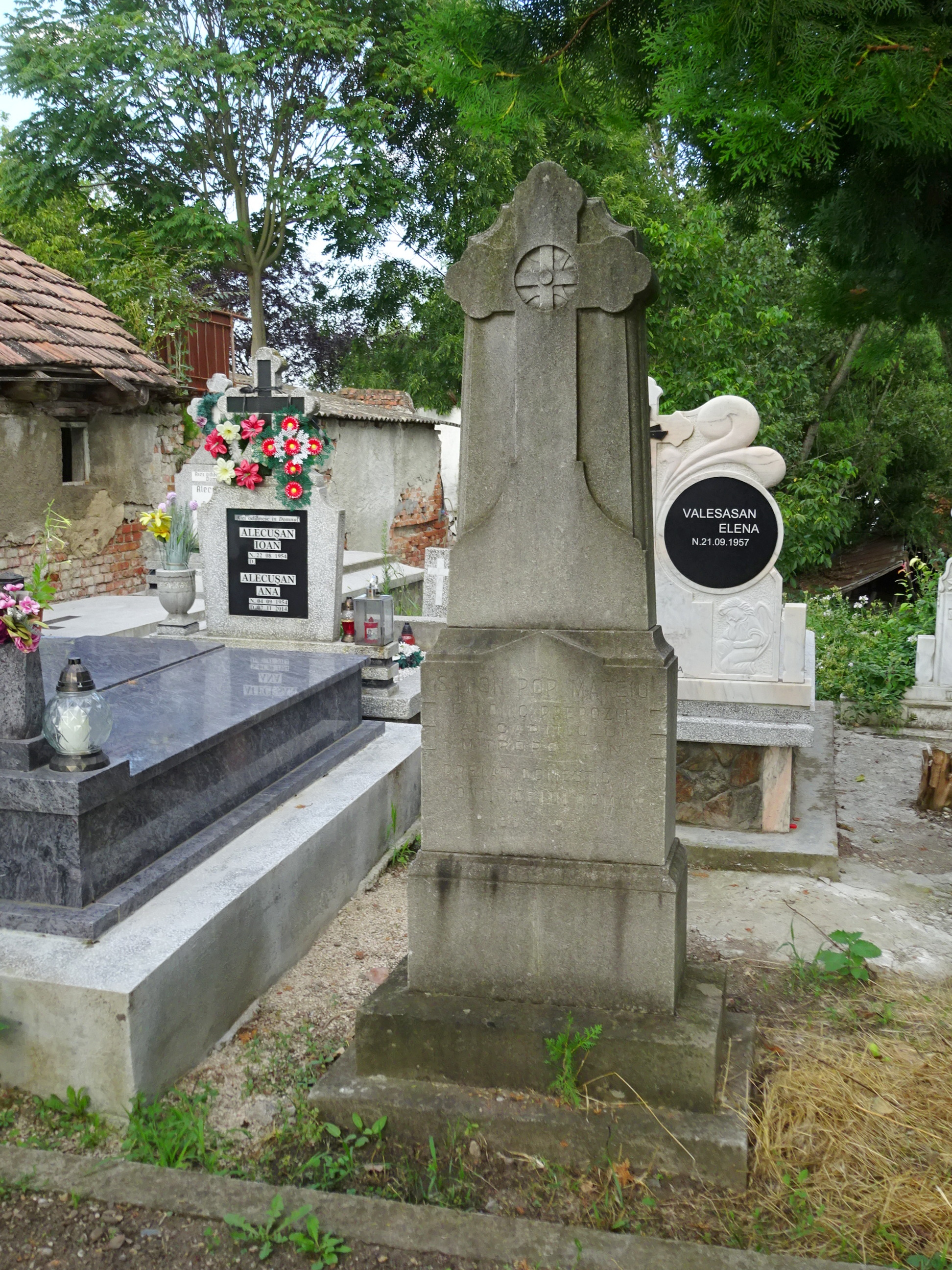
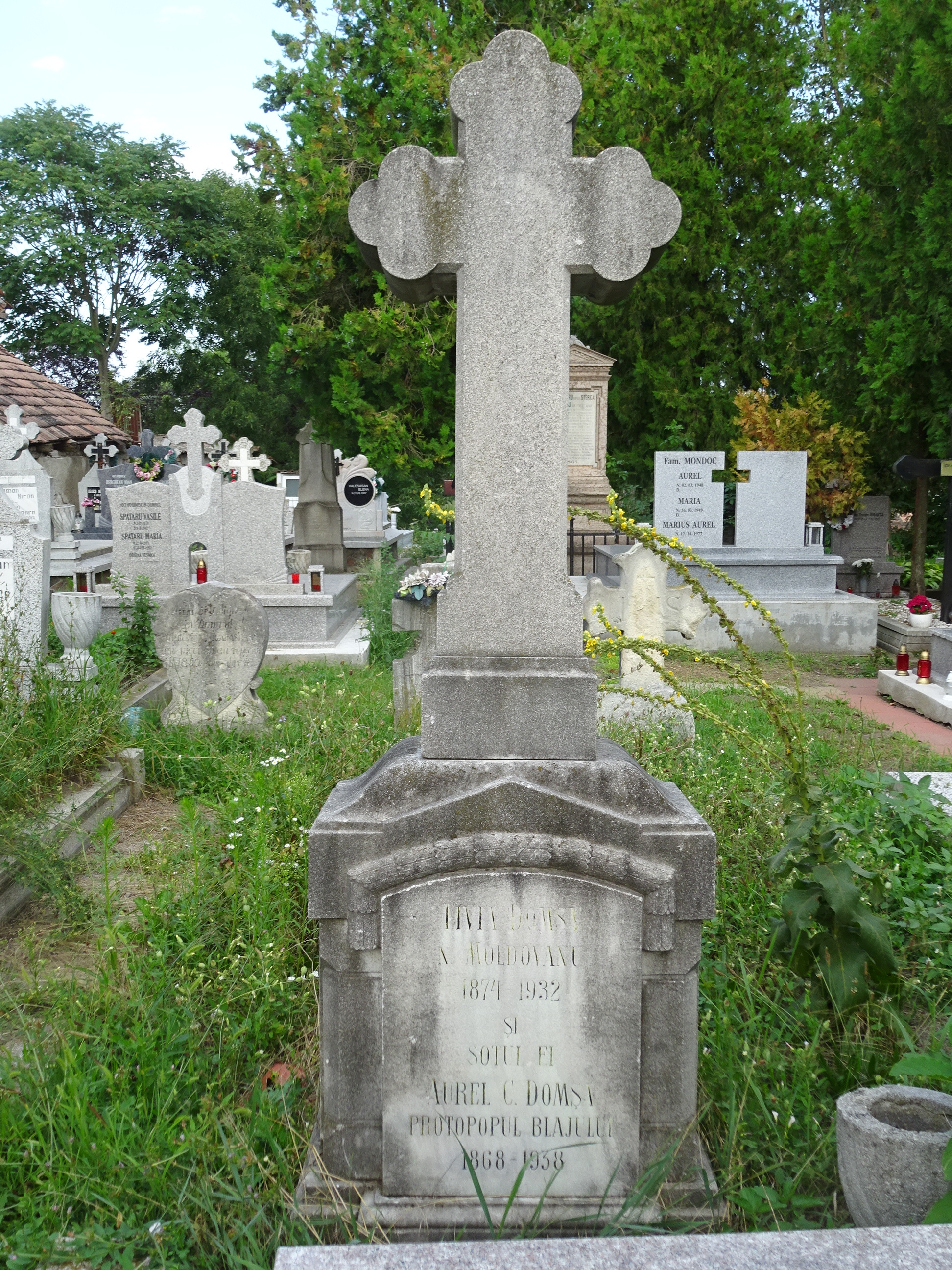
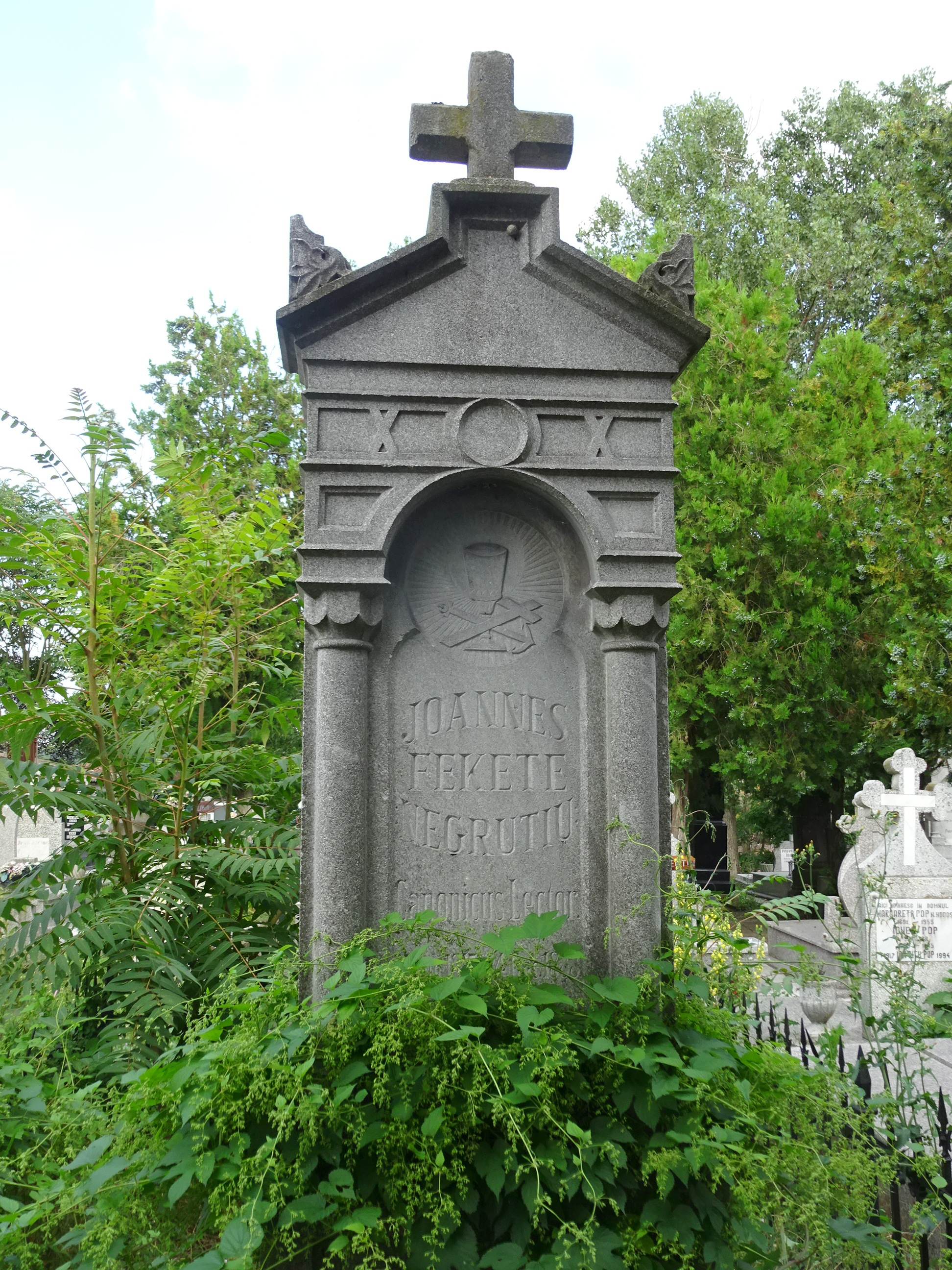
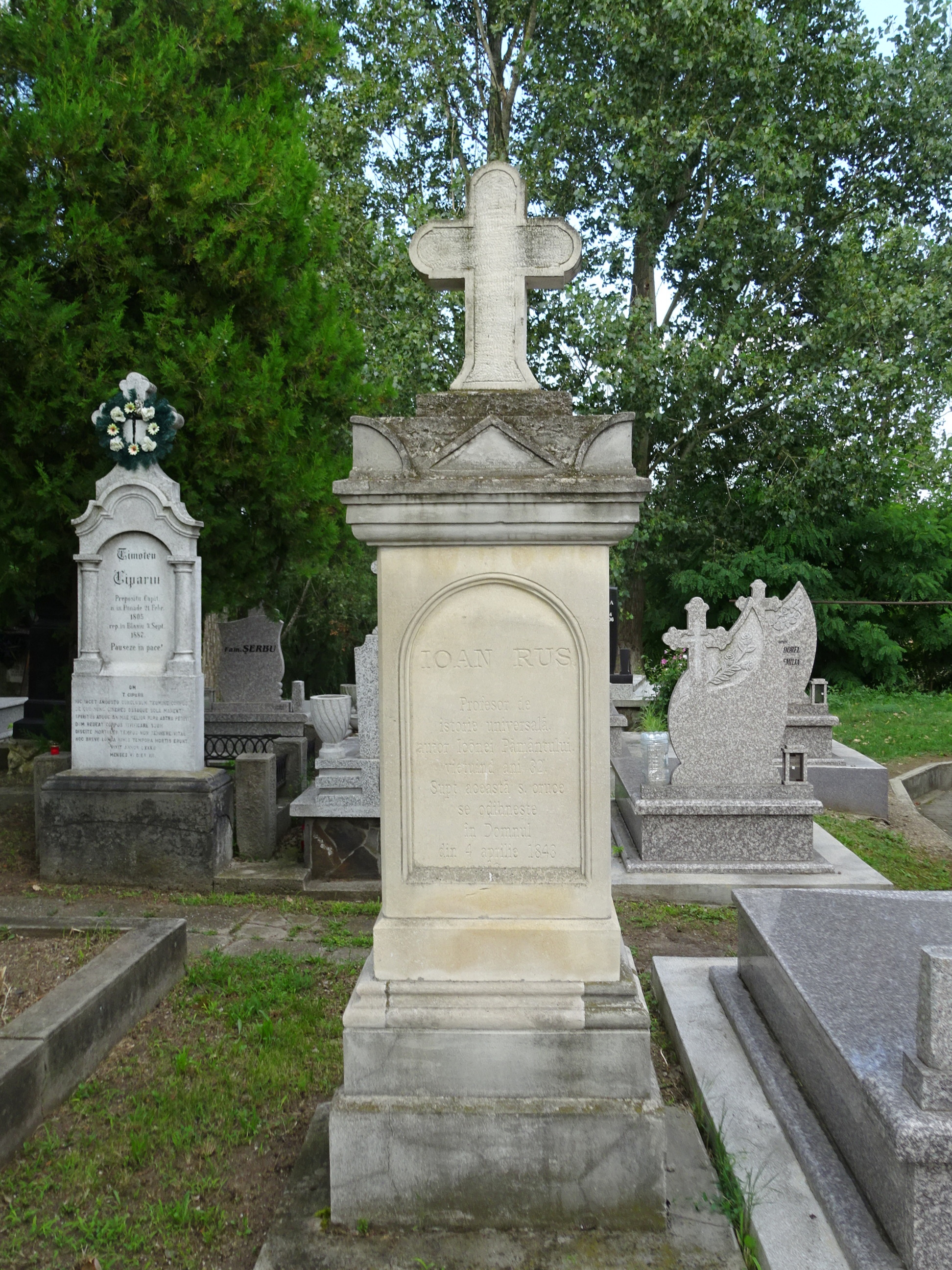
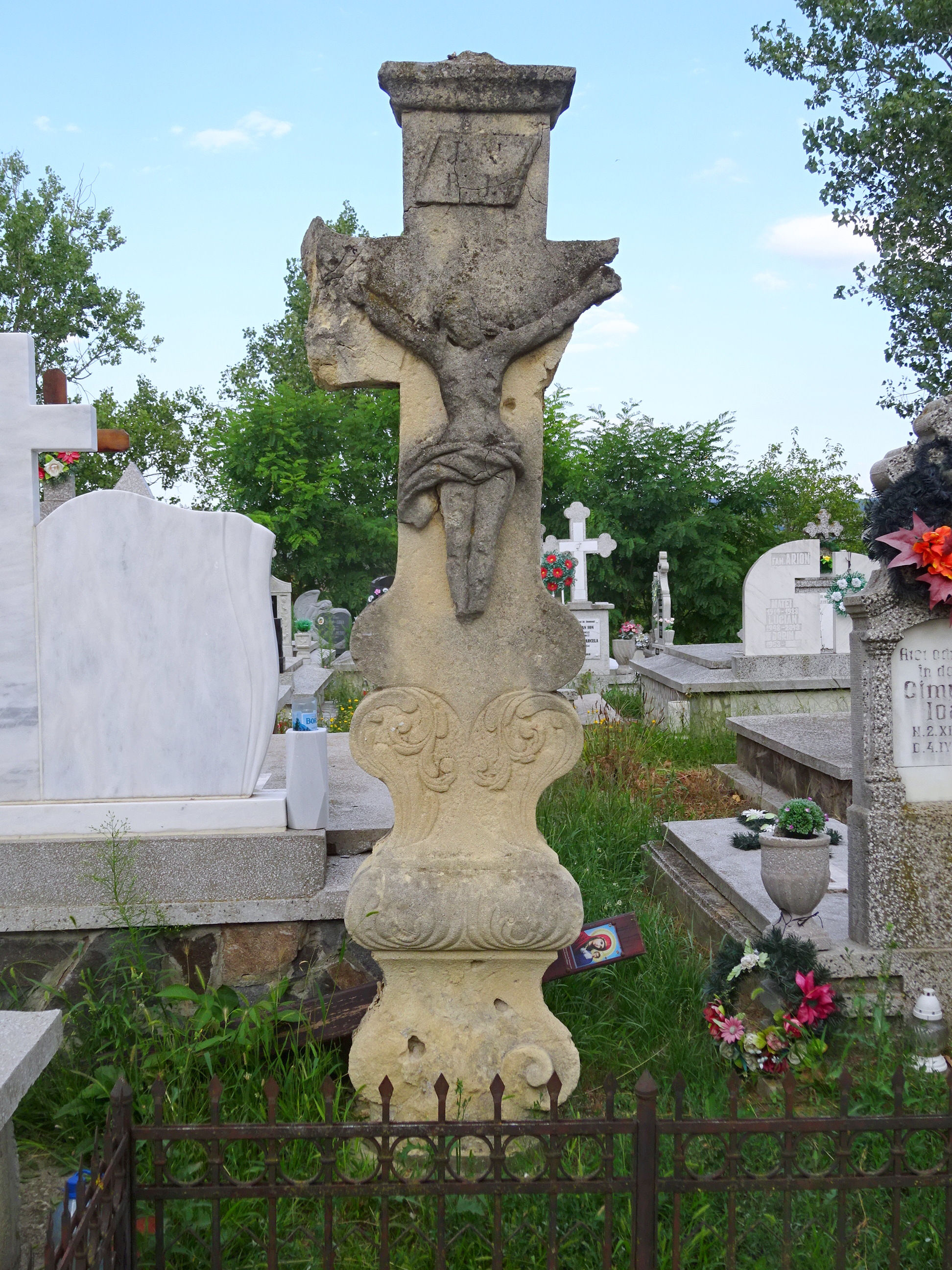
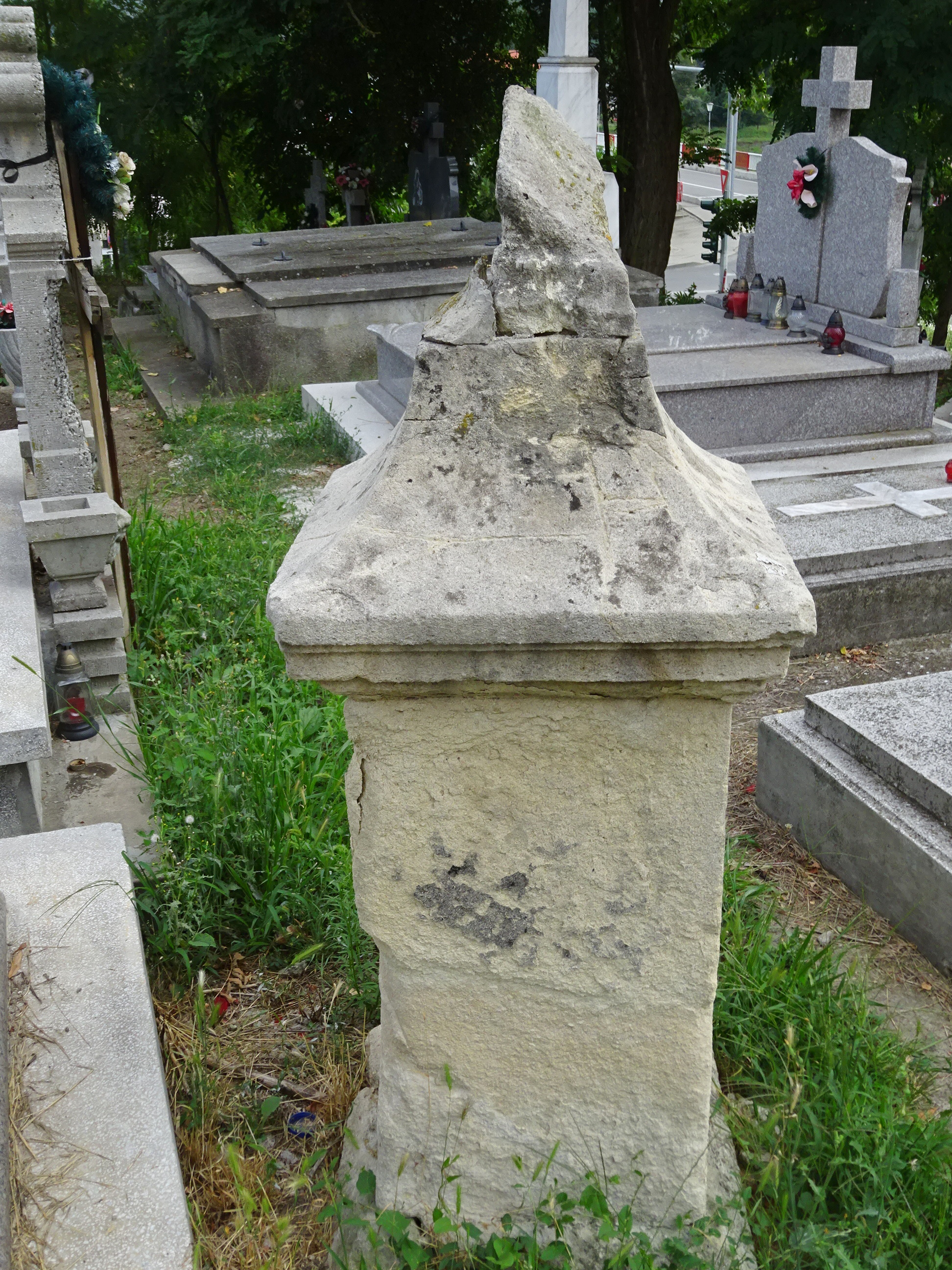
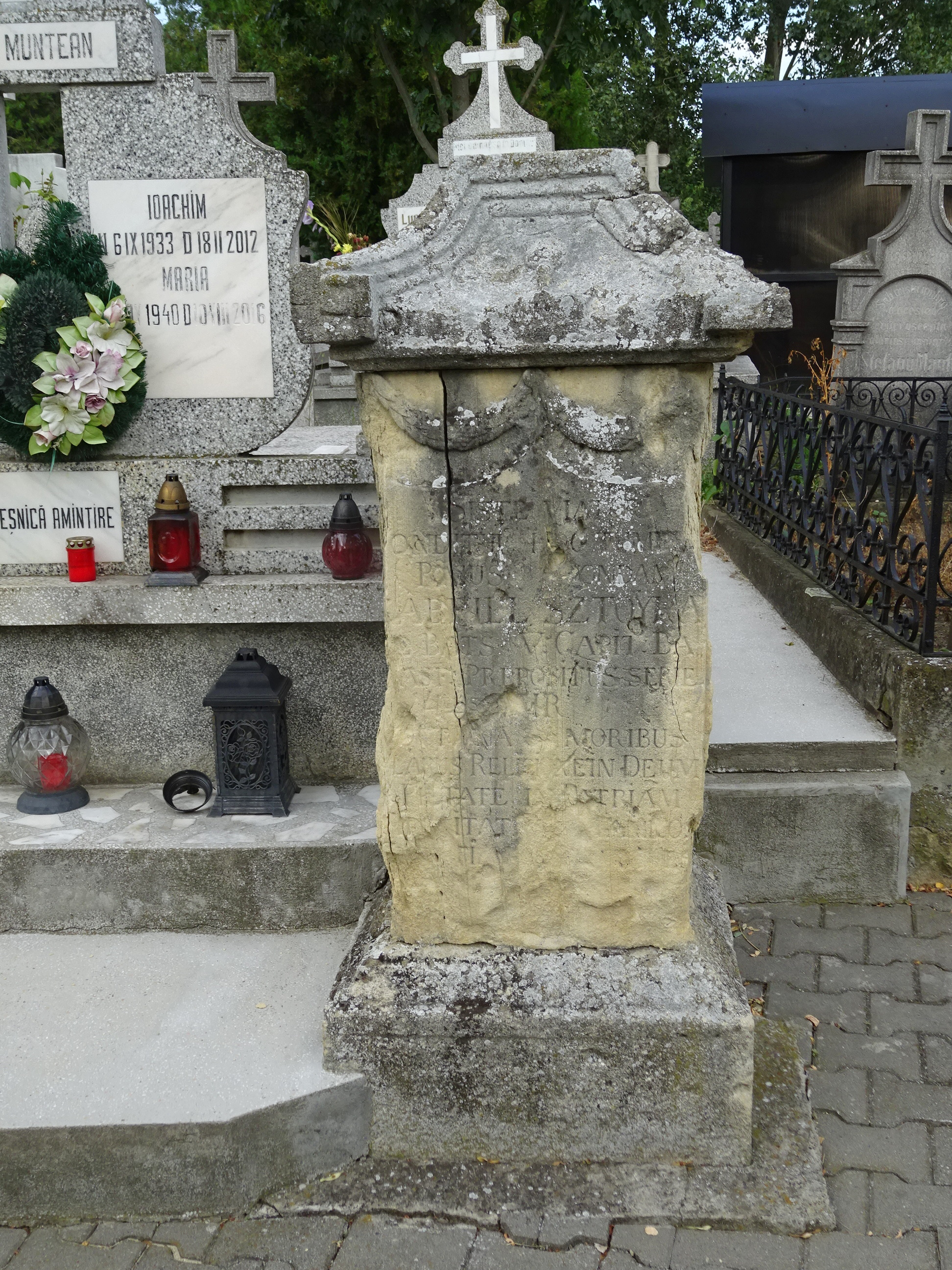
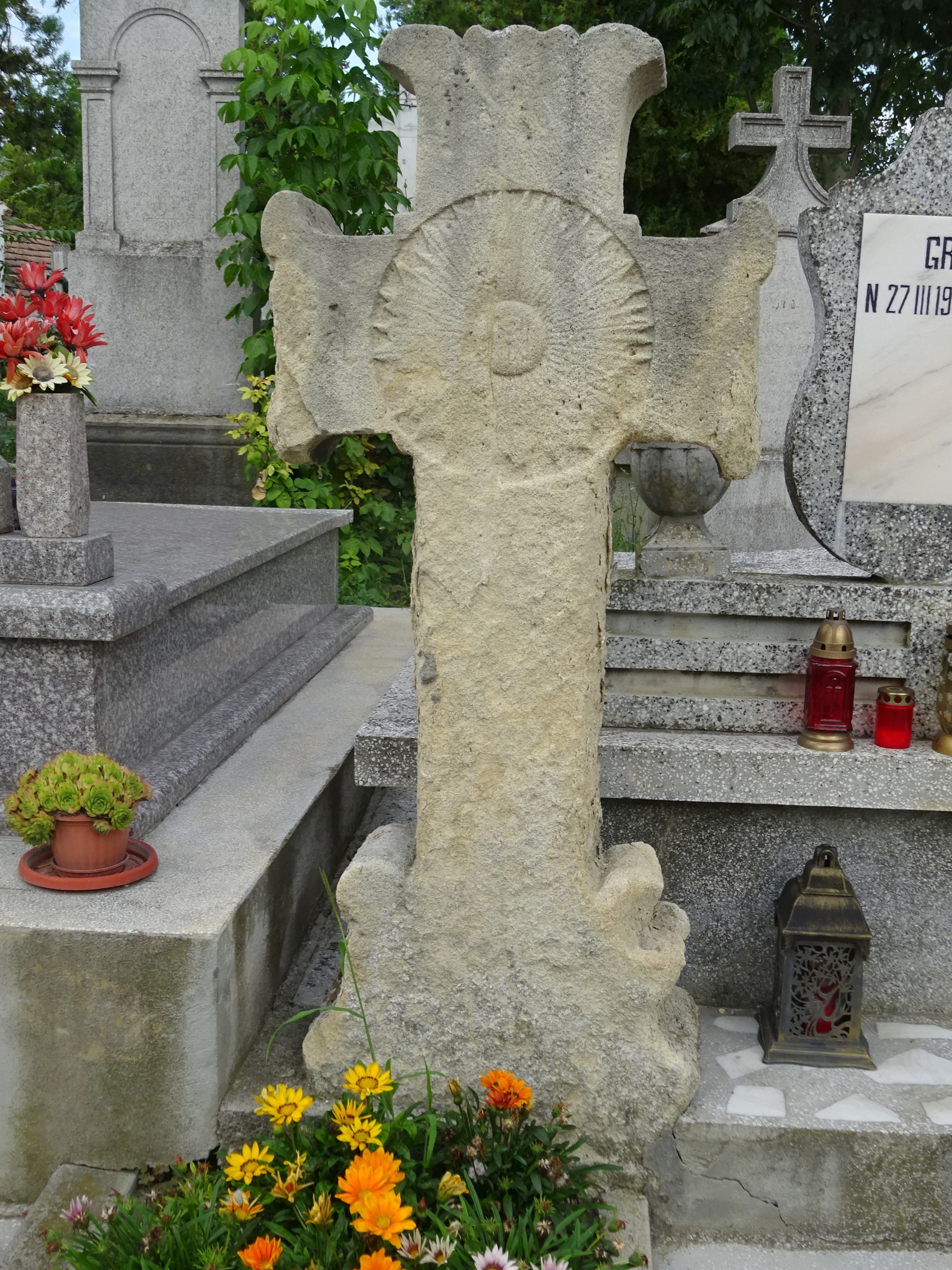
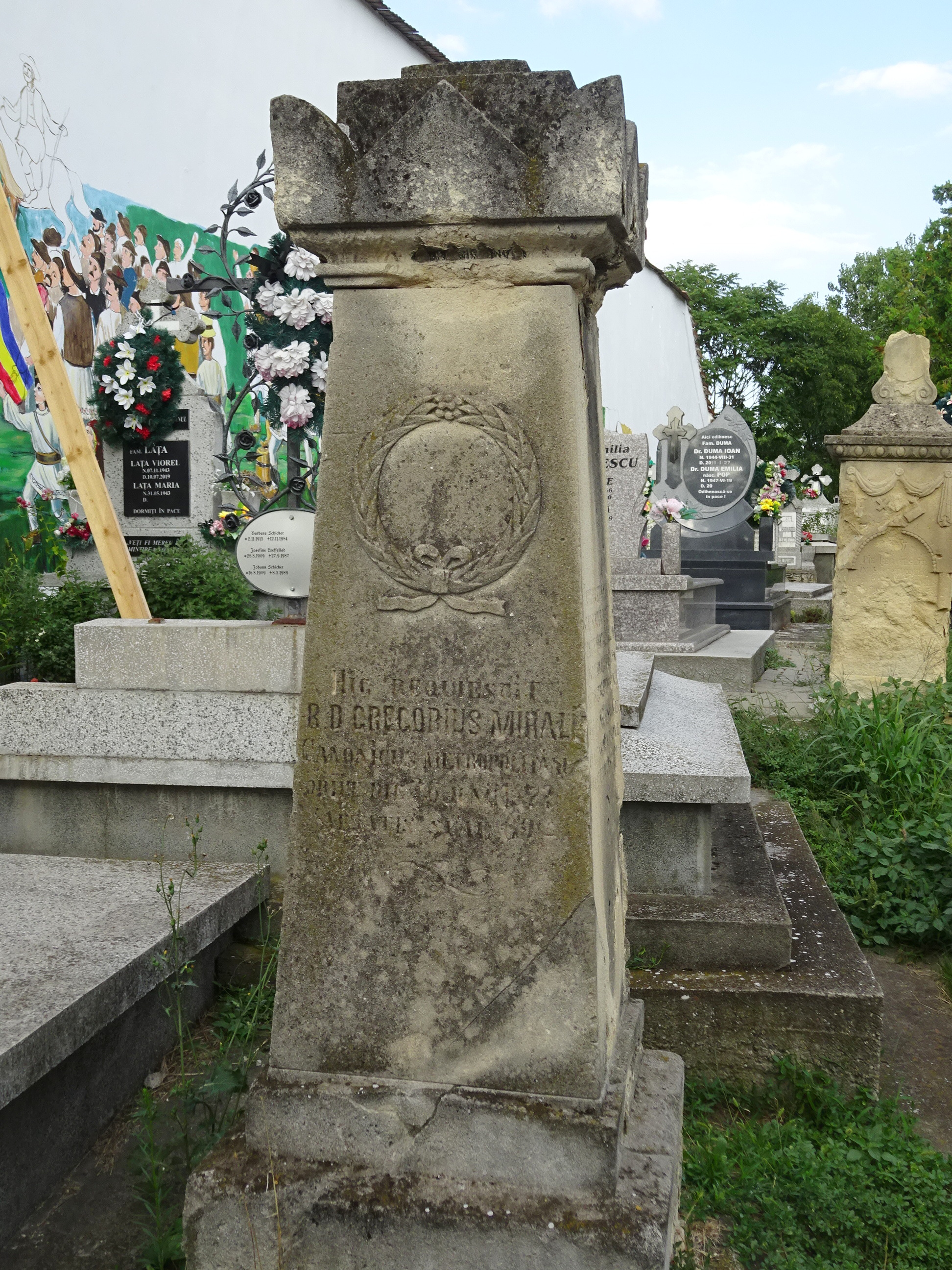
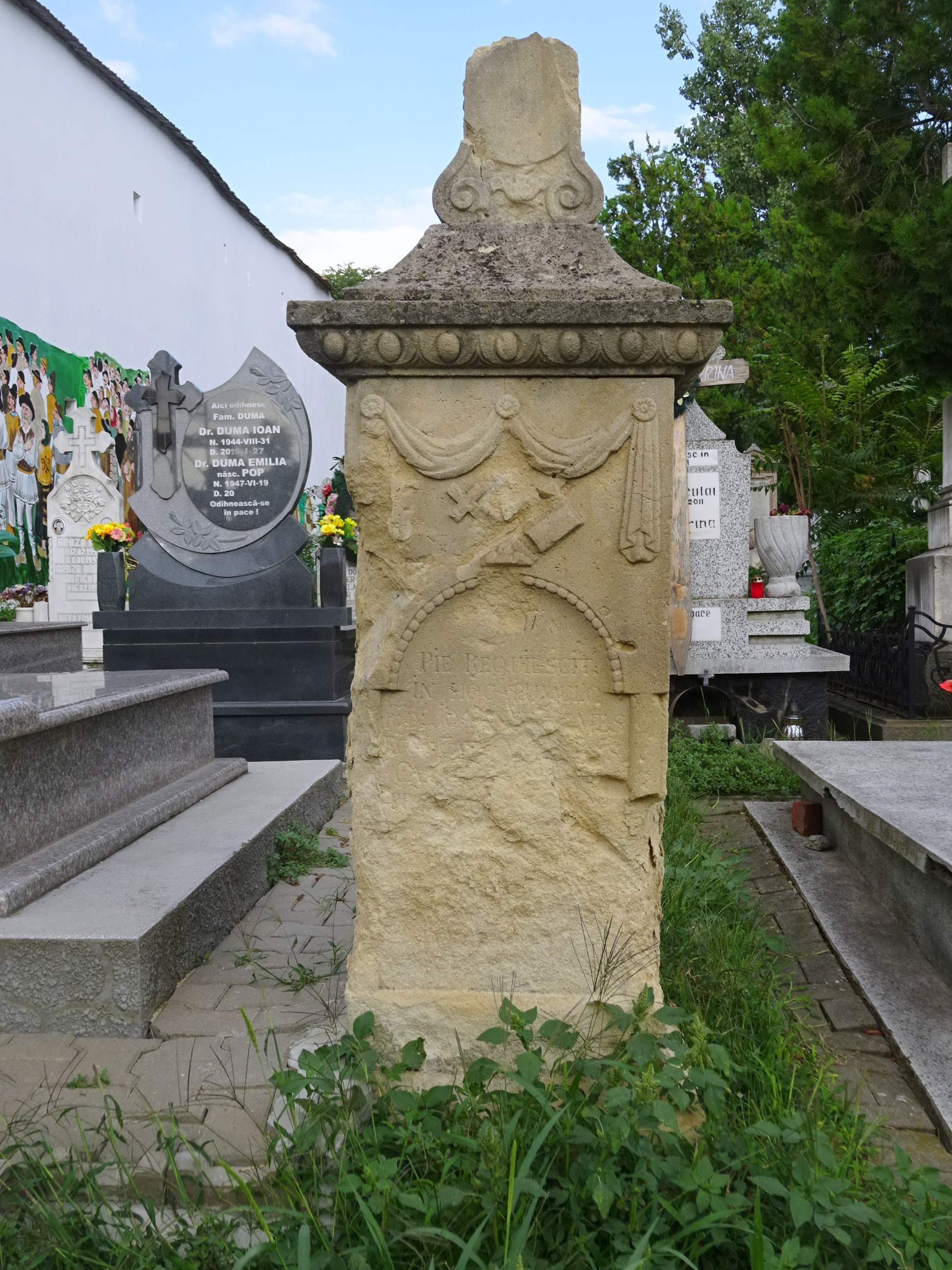
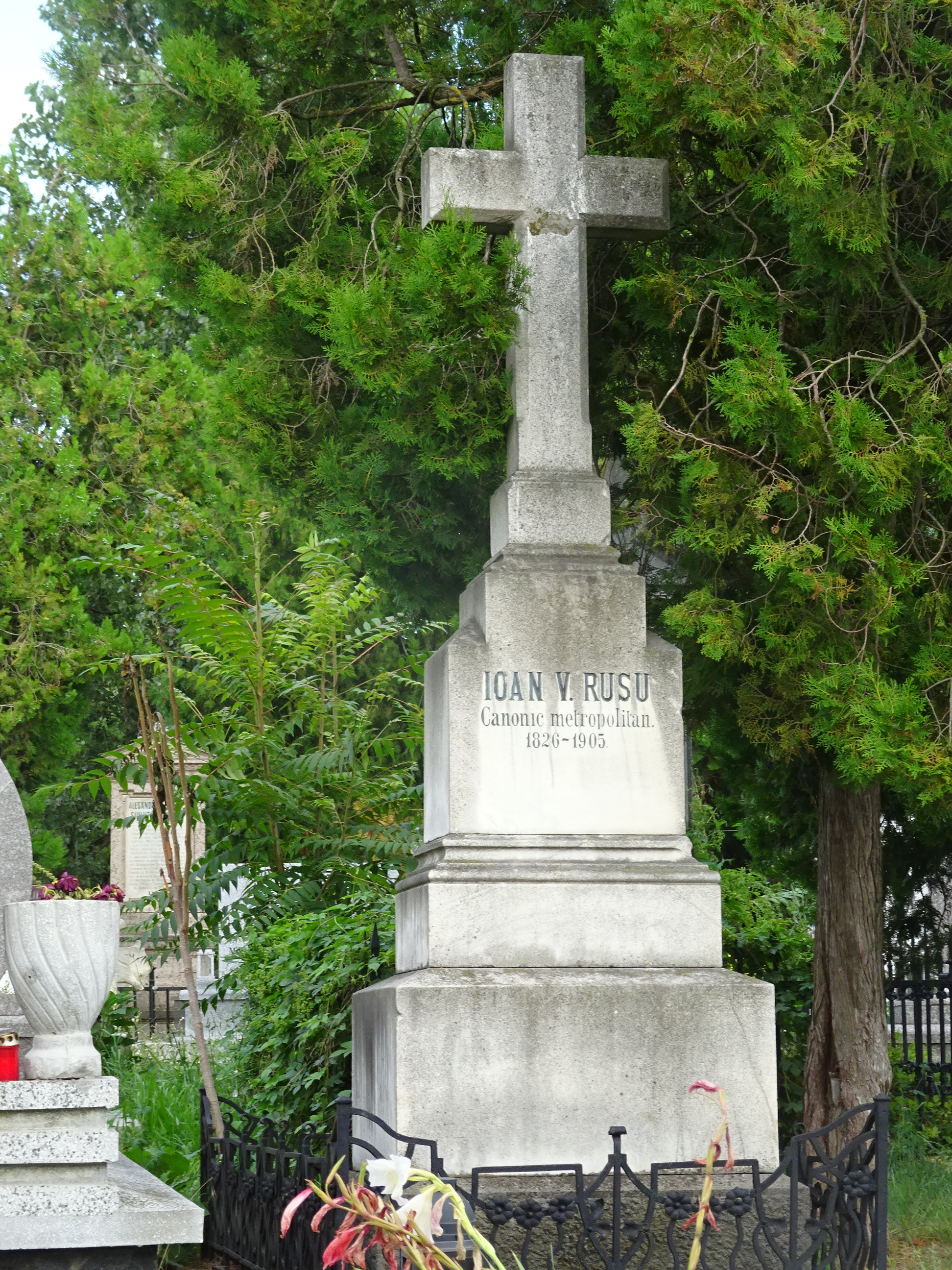
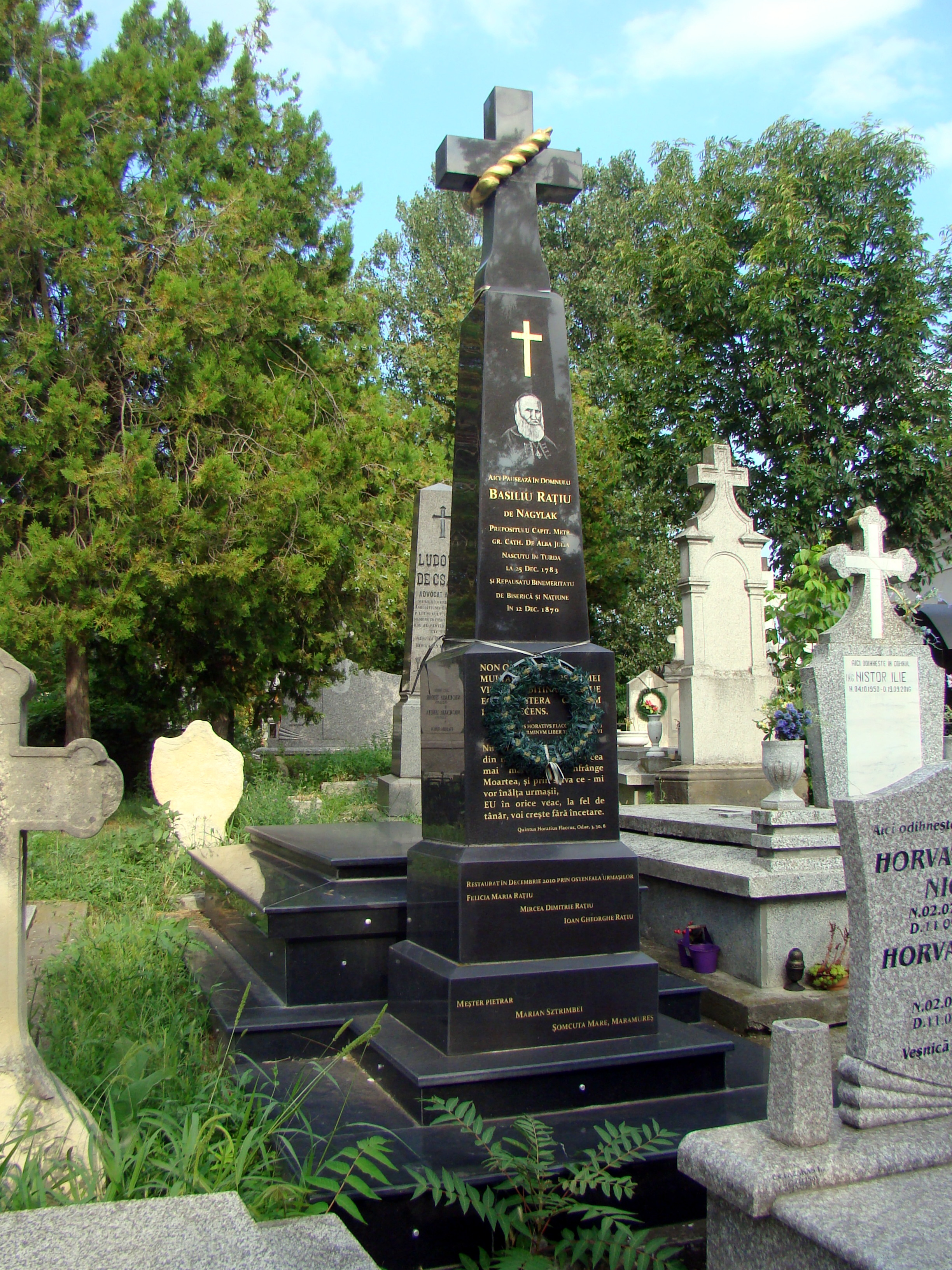
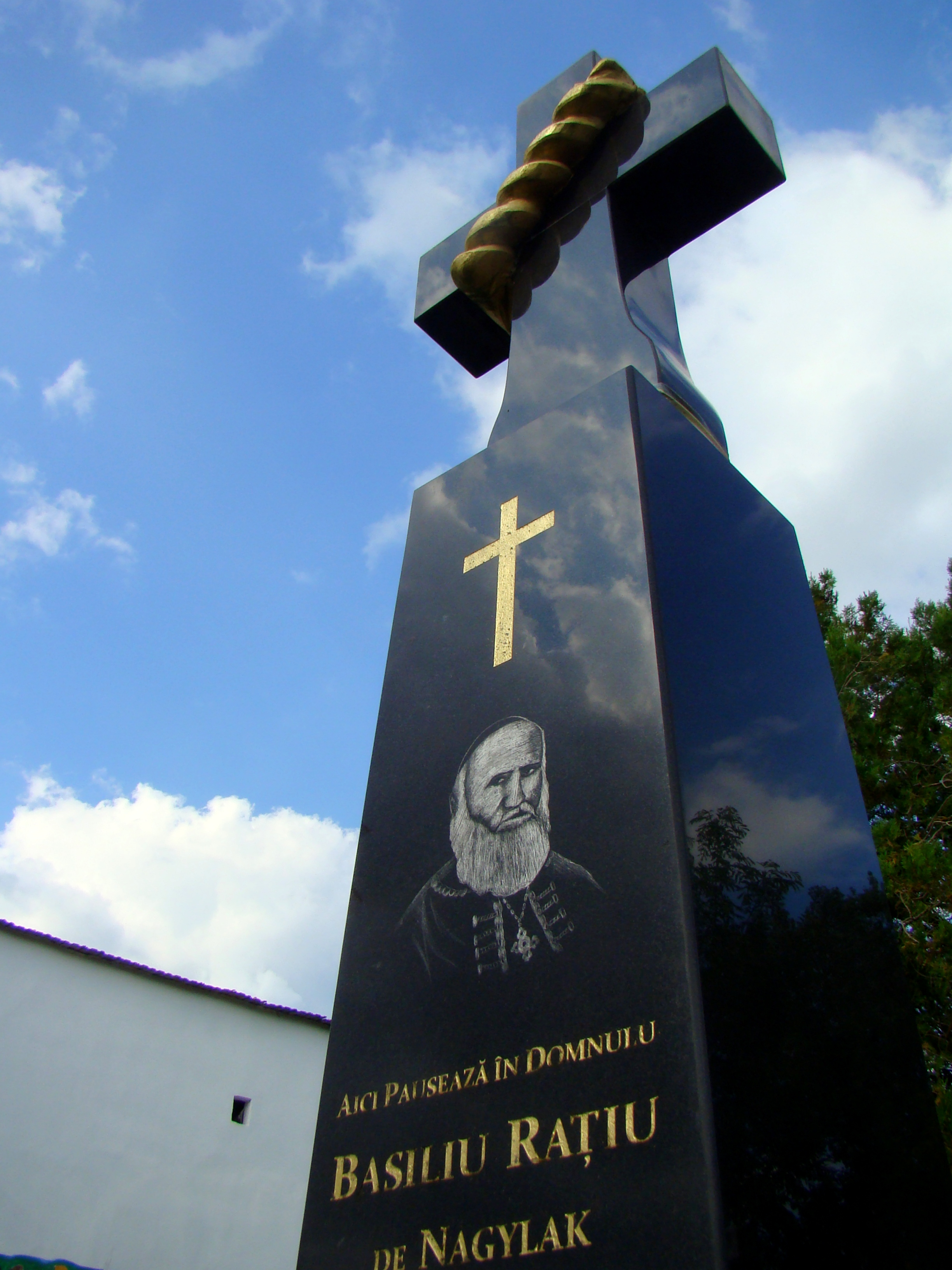
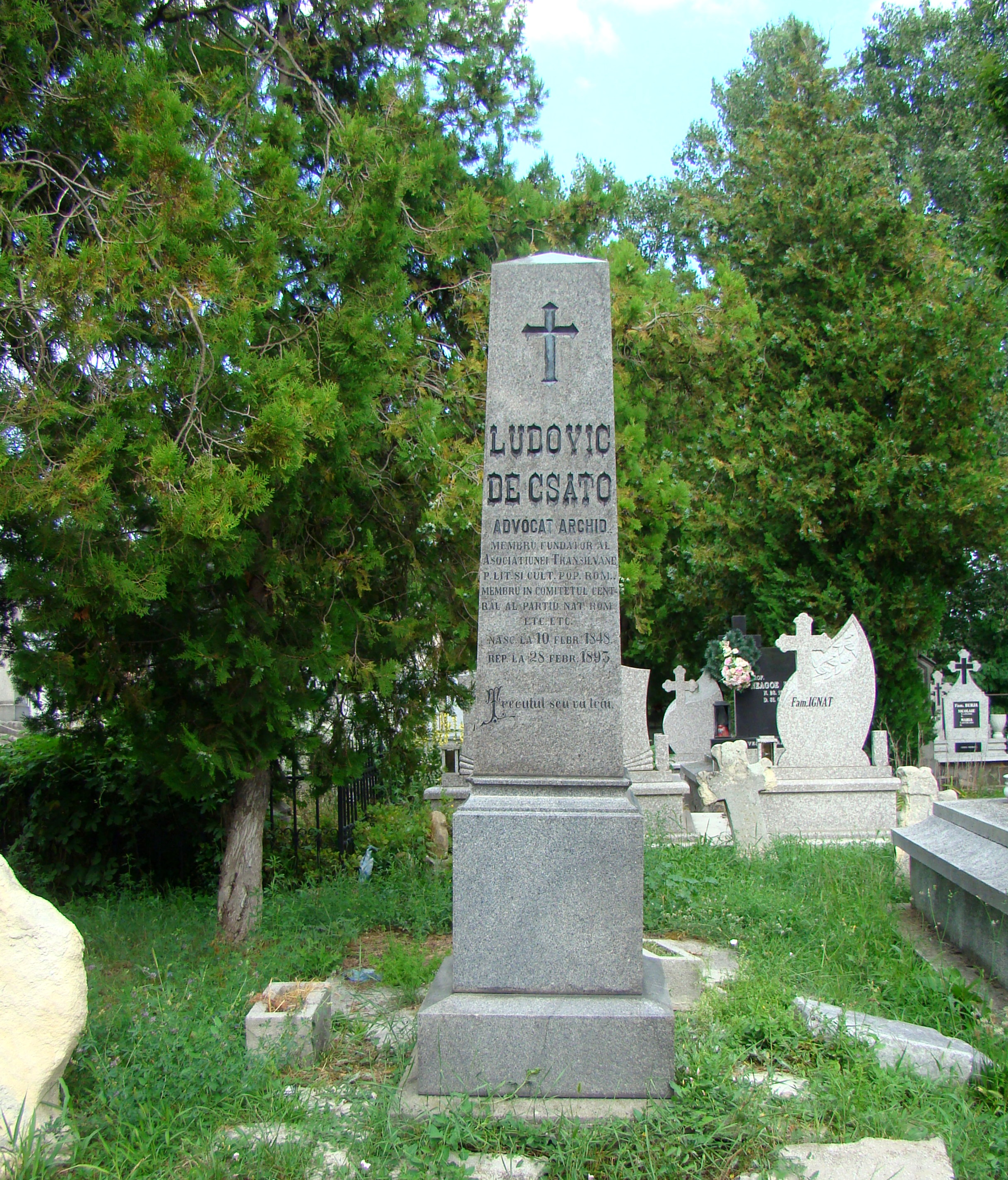
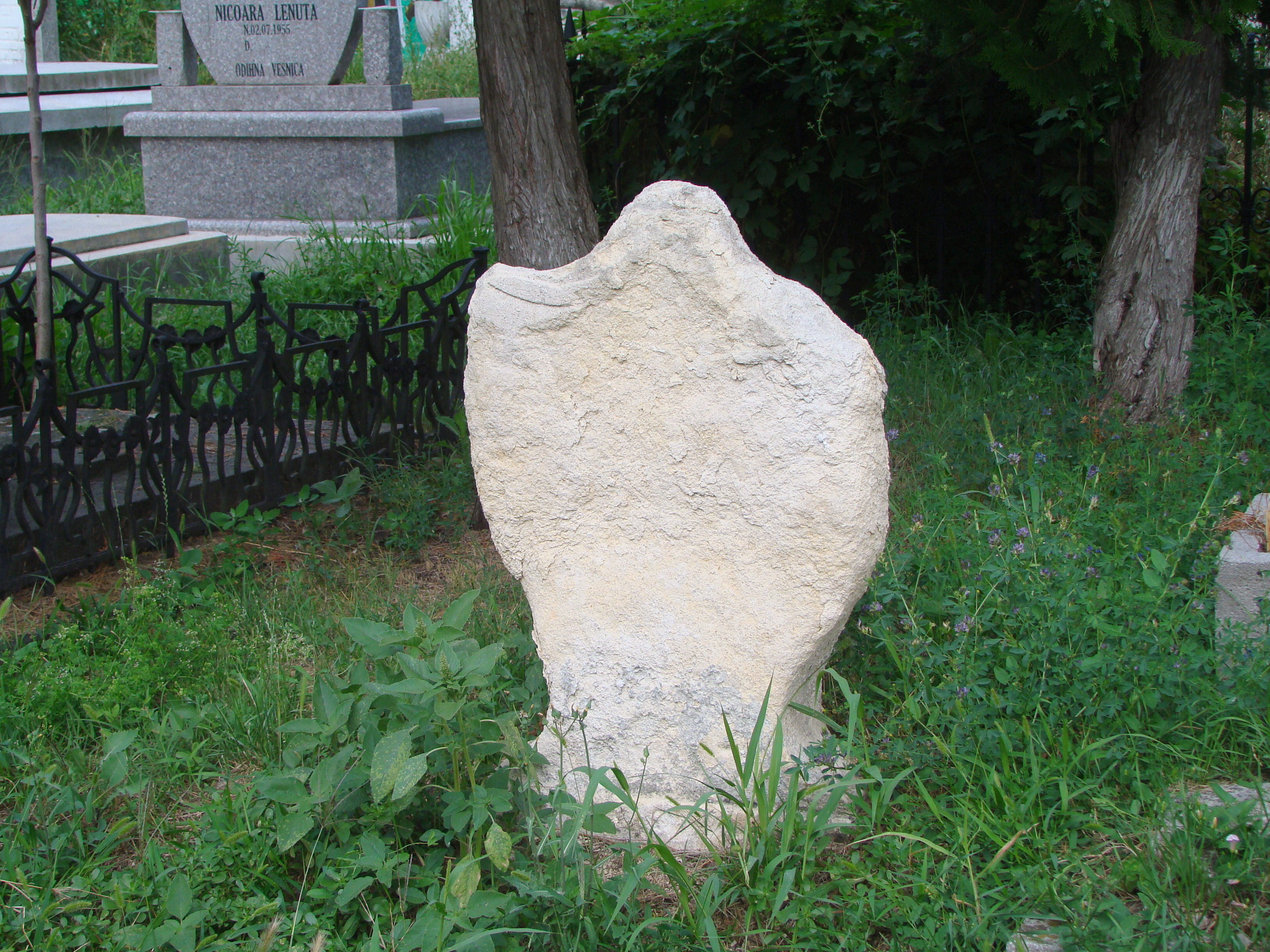
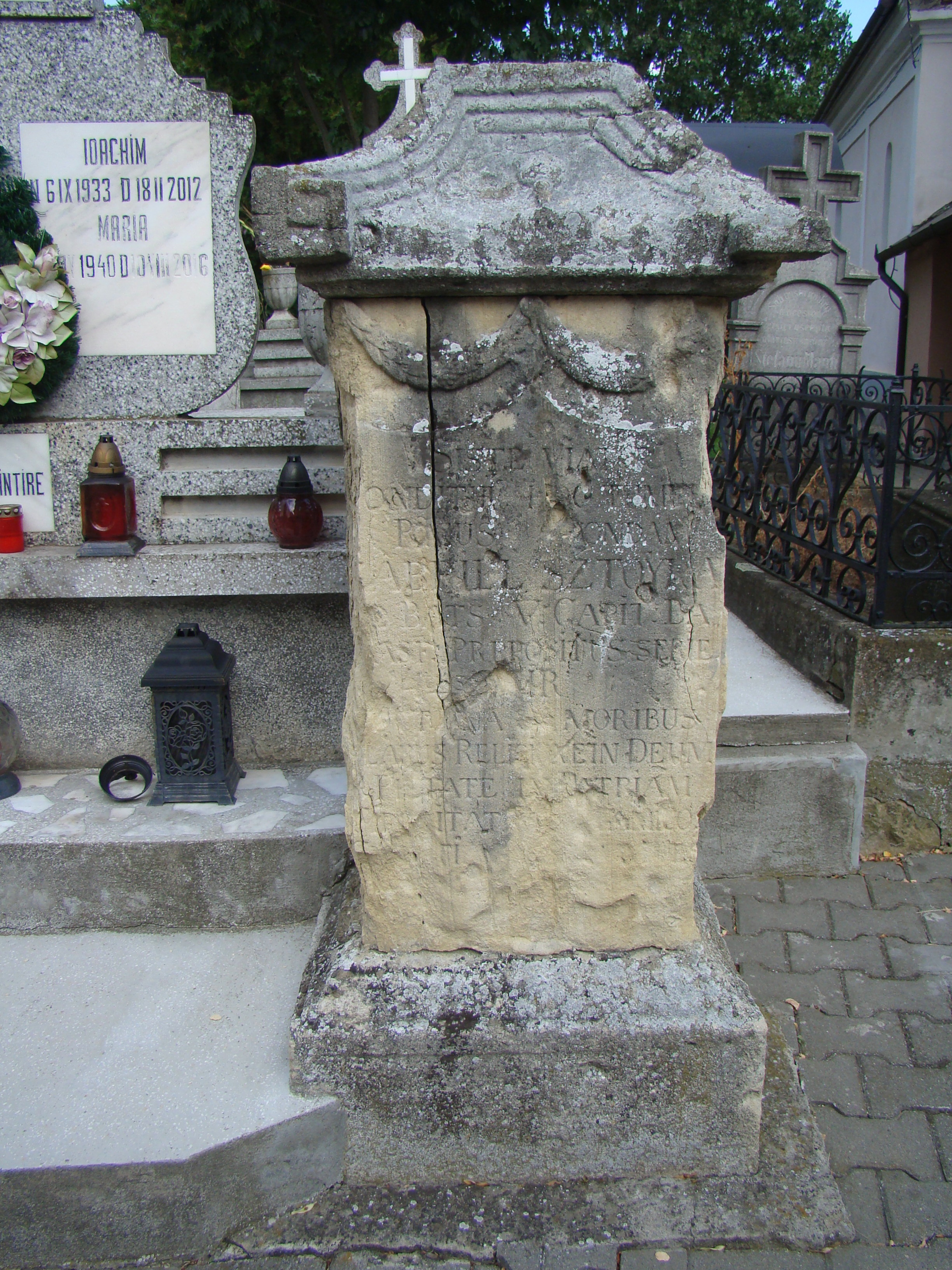
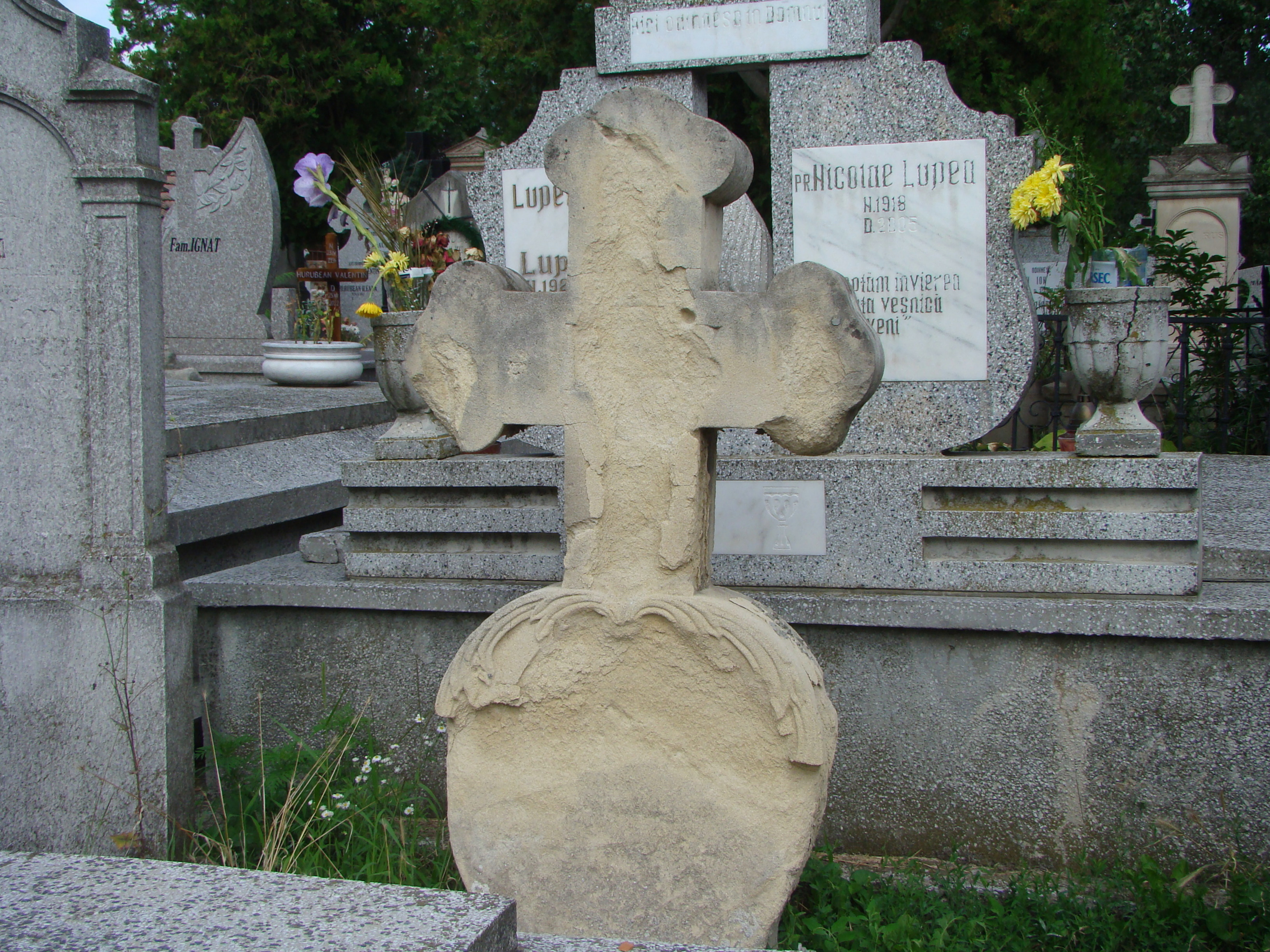